# Anciennes monnaies chinoises

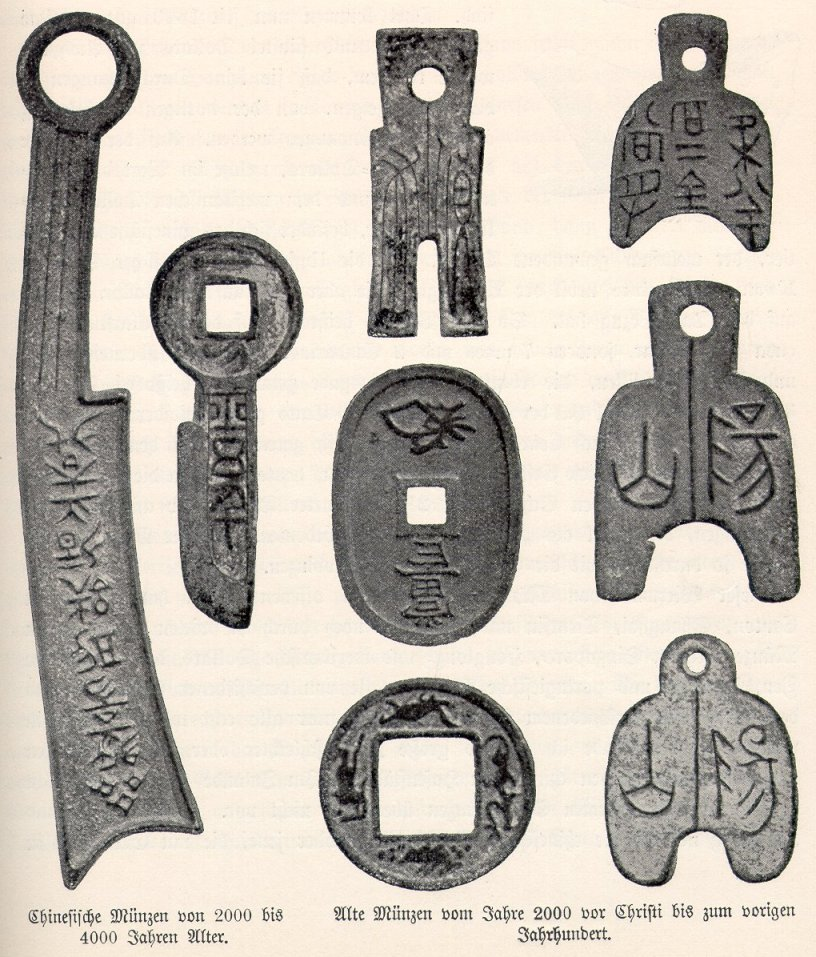
Anciennes monnaies chinoises en forme, entre autres, de couteaux et de bêches.

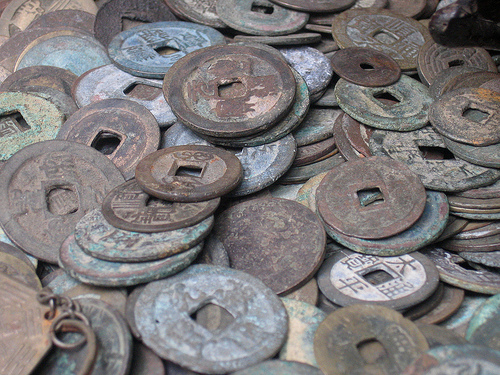
Anciennes monnaies rondes chinoises (sapèques).

Les anciennes monnaies chinoises font partie des plus anciennes du monde. 
Entre la fin du Néolithique et le début de l'Âge du bronze (XXIe siècle av. J.-C.), des cauris servent pour les échanges et les offrandes aux dieux. Ils sont ensuite remplacés par des copies en pierre, en coquillage ou en os. Durant la période des Printemps et Automnes (770 – 476 av. J.-C.) apparaissent des copies en bronze qui peuvent être considérées comme la première forme de monnaie chinoise. Durant la même période, les premières pièces de monnaie en métal font leur apparition. Toutefois, les premières ne sont pas rondes, mais en forme de couteaux ou de bêches. 
Les premières pièces rondes connues datent de la décennie 350 av. J.-C., et, assez vite, on voit apparaître des types avec un trou carré au centre. Au début de la dynastie Qin (秦 ; pinyin : qín ; EFEO : Ts'in) (de -221 à -206), la première dynastie impériale de la Chine, l'empereur Qin Shi Huang crée une monnaie standardisée pour tout l’Empire. Les dynasties ultérieures produisent des variantes de ces pièces rondes tout au long de la période impériale. Dans un premier temps, ces pièces de monnaie ne sont utilisées que dans les régions proches de la capitale, mais au début de la dynastie Han, elles sont largement utilisées pour, par exemple, payer les taxes, les salaires et les amendes.
Les pièces chinoises anciennes sont nettement différentes des pièces produites en Occident. Elles sont en effet fabriquées en coulant du métal en fusion dans des moules, alors que les pièces de monnaie occidentales sont fabriquées en coupant et martelant un bout de métal (frappe au marteau). Avec l'évolution des techniques, les pièces occidentales finissent par être frappées, alors que les Chinois restent fidèles au métal moulé à chaud. Les pièces chinoises sont habituellement fabriquées à partir de mélanges de métaux natifs tels que le cuivre, l'étain, le plomb, ou le fer, formant le bronze ou le laiton. Contrairement à la pratique occidentale, les métaux précieux, comme l'or et l'argent, sont peu utilisés. Les ratios et la pureté des métaux utilisés pour les pièces de monnaie ont varié considérablement. La plupart des pièces chinoises possèdent un trou carré au milieu. Ce trou facilite le polissage des bords en enfilant au préalable les pièces sur une tige carrée. Au quotidien, ce trou permet d'enfiler les pièces sur des cordelettes pour former des ligatures et faciliter leur transport.
La production d'État des pièces de monnaie n'a pas toujours été centralisée et pouvait être répartie sur de nombreux sites de fabrication dans tout le pays. En dehors des pièces officiellement reconnues par l'État central, la fabrication de pièces dans le secteur privé est courante à plusieurs moments de l'histoire de la Chine. Plusieurs mesures ont été prises au fil du temps pour réduire cette production privée et la rendre illégale. Toutefois, par moments, il arrivait que l'État tolère la production privée. Qu'elles soient l’œuvre de l'État ou du secteur privé, la valeur des pièces de monnaie a fluctué tout au long de l'histoire millénaire de la Chine.
Certaines pièces ont été produites en très grand nombre. Ainsi, pendant la période des Han occidentaux, l'État produit en moyenne 220 millions de pièces par an. À côté, d'autres pièces de monnaie ont été produites de manière limitée et sont aujourd'hui extrêmement rares. Par exemple, il n'existe que six exemplaires de pièce Da Quan Wu Qian du royaume de Wu. Parfois, de grandes quantités de pièces de monnaie sont découvertes en une seule fois. Par exemple, un trésor de 4 000 pièces Tai Qing Feng Le a été découvert dans le Jiangsu, et, à Zhangpu, au Shaanxi, a été découvert un pot scellé contenant 1 000 pièces Ban Liang de différents poids et différentes tailles.

## Période pré-Impériale (770–220 av. J.C)
Les premières pièces de monnaie chinoises ont été décrites par Sima Qian, le grand historien du Ier siècle av. J.-C., dans son œuvre majeure, le Shiji (史記 / 史记, Shǐjì) : « Avec le développement des échanges entre les agriculteurs, artisans et marchands, ont été utilisés comme monnaie des carapaces de tortue, des coquilles de cauris, de l'or, des pièces de monnaie (chinois : 錢), des couteaux (chinois : 刀) et des bêches (chinois : 布), cela depuis la haute Antiquité. » Bien que rien ne soit connu au sujet de l'utilisation de carapaces de tortue comme monnaie ; de l'argent, de l'or et des coquilles de cauris (soit de vraies coquilles soit des répliques) ont bien été utilisés ainsi au sud du fleuve Jaune. Bien qu'il n'y ait aucun doute que les pièces en forme de pelle et de couteau, bien connues des numismates, ont été utilisées comme pièces de monnaie, il n'existe aucune preuve indiquant que d'autres articles souvent offerts par les marchands comme des pièces en forme de poissons, hallebardes, et clochettes ont également été utilisés comme pièces de monnaie. Pour l'instant, aucune de ces pièces n'a été retrouvée dans des trésors et il est probable qu'il s'agisse uniquement d'articles funéraires créés pour être déposés dans des tombeaux. Les fouilles archéologiques ont prouvé que la première utilisation des pièces en forme de bêche et de couteau date de la période des Printemps et des Automnes (770 – 476 av. J.C.). Comme dans la Grèce antique, les conditions socioéconomiques de l'époque sont favorables à l'adoption de la monnaie.

### Cauris
Les inscriptions et les preuves archéologiques montrent que les coquillages cauris ont été considérés comme des objets importants et de valeur sous la dynastie Shang (vers 1766-1154 av. J.-C.). Durant la Dynastie Zhou, ils sont souvent utilisés comme des cadeaux ou des récompenses donnés par les rois et les nobles à leurs sujets. Des imitations plus tardives en os, pierre ou bronze ont probablement été utilisées comme argent dans certains cas. Certains pensent que les premières pièces métalliques chinoises sont les copies en bronze de coquilles cauris trouvées dans une tombe près d'Anyang et datant d'environ 900 av. J.-C., mais ces dernières ne portent aucune inscription,.
Des pièces en bronze similaires portant des inscriptions et connues sous le nom de pièces nez-de-fourmi (chinois : 蟻鼻錢) ou pièces visage-de-fantôme (chinois : 鬼臉錢) ont, elles, véritablement été utilisées comme pièces de monnaie. Elles ont été trouvées dans des zones situées au sud du fleuve Jaune, qui correspondent au territoire de l'État de Chu durant la Période des Royaumes combattants. Un des amas trouvés était composé d'environ 16 000 pièces. Leur poids est très variable et l'alliage qui les compose contient souvent une forte proportion de plomb. Le nom nez-de-fourmis se réfère à l'apparence des inscriptions, et n'a rien à voir avec une croyance voulant que ces pièces servaient à tenir les fourmis à l'écart du nez des défunts.

### Or

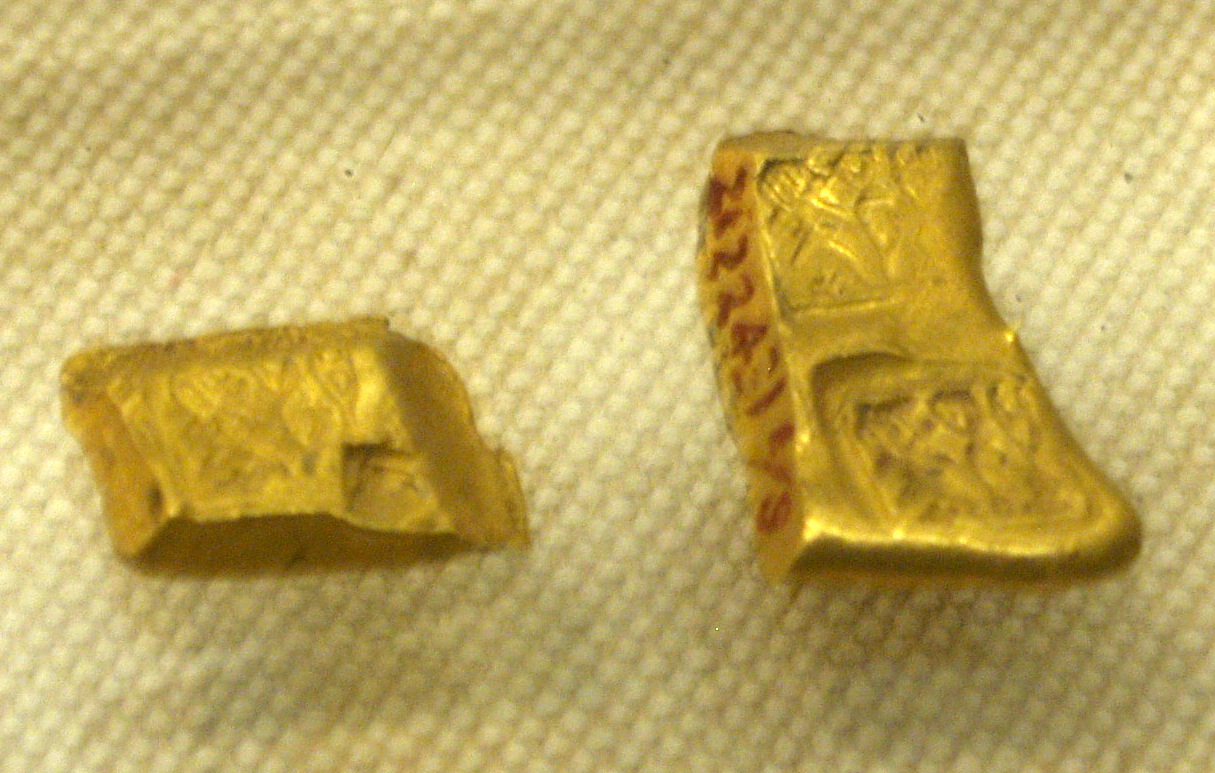
Pièces en or portant l'inscription Ying yuan, Ying étant le nom de la capitale du Chu.

L'État de Chu (楚) (de – 475 à – 223) utilise l'or Jin Ban (chinois : 郢爰) comme monnaie. De tous le royaumes chinois de cette période, il est le seul à le faire. Ces monnaies en or sont des petits blocs d'or de 3 – 5 millimètres d'épaisseur et de taille variable, portant des inscriptions composées de timbres carrés ou ronds dans lesquels il y a un ou deux caractères. Ils ont été déterrés dans divers endroits situés au sud du fleuve Jaune, ce qui indique qu'ils sont originaires de l'État de Chu. Un des caractères présents sur ces blocs est souvent une unité monétaire ou de poids qui est normalement lue comme Yuan (chinois : 爰). Les pièces sont de tailles et d'épaisseurs très variables, et les inscriptions semblent être un dispositif pour identifier le bloc entier comme une pièce de monnaie, plutôt qu'un guide pour permettre de le diviser en plus petits morceaux. Lors de fouilles, on a retrouvé des exemplaires en cuivre, plomb ou argile de ces blocs. Il est probable qu'il s'agisse d'article funéraire, de l'argent donné au défunt pour ses besoins dans l'autre monde, car ces fac-similés n'ont été retrouvés qu'à l'intérieur des tombes, où l'on a jamais retrouvé la moindre trace de pièce en or véritable.

### Morceaux de jade
Certains historiens chinois suggèrent que des morceaux de jade auraient servi de monnaie sous la dynastie Shang, mais cette thèse ne fait pas l'unanimité.

### Monnaies en forme de bêche

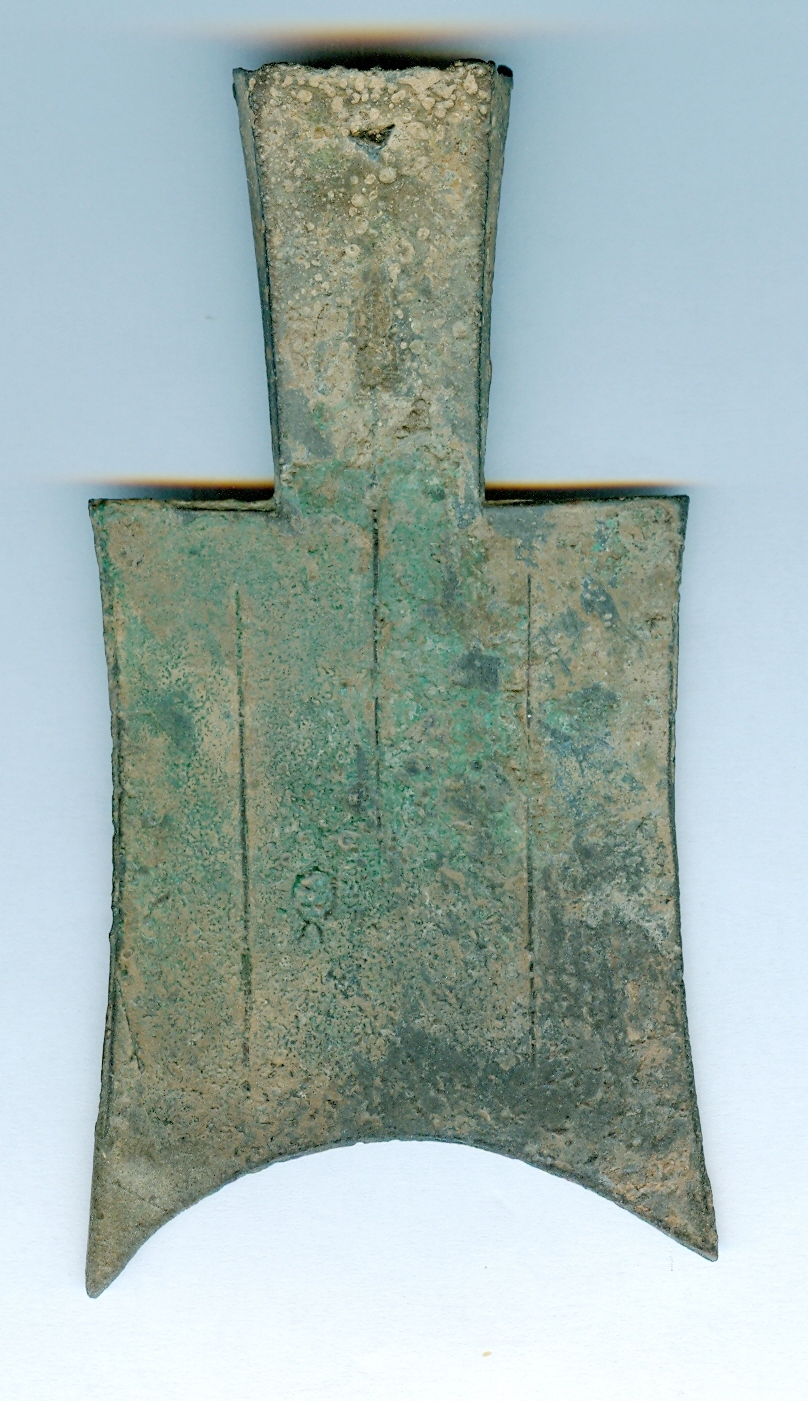
Monnaie en forme de bêche carrée

#### Monnaies en forme de bêche creuse

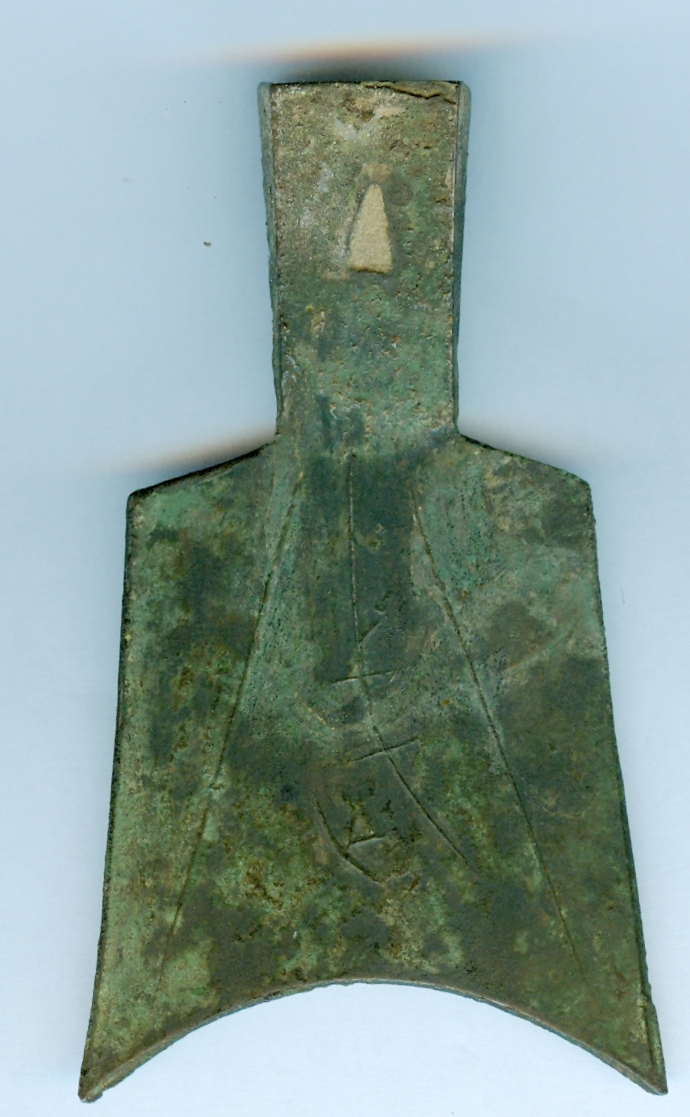
Monnaie en forme de bêche à bords inclinés

Les Monnaies en forme de bêche creuse (chinois : 布幣) sont une sorte de lien entre l'objet utilisé pour bécher et la version stylisée utilisée comme monnaie. Ils sont manifestement trop fragiles pour être utilisés, mais ils ont à la base la douille creuse par laquelle un véritable outil pourrait être attaché à une poignée. Cette douille est rectangulaire au niveau de la section transversale et elle contient toujours l'argile utilisé lors du processus de coulée. Enfin, dans la douille, le trou par lequel l'outil est fixé à sa poignée est également reproduit.
- Prototype de monnaie en forme de bêche : ce type de monnaie en forme de bêche est semblable en forme et en taille aux véritables instruments agricoles. Alors que certaines sont peut-être assez robustes pour être utilisés dans les champs, d'autres sont beaucoup plus légères et portent une inscription, probablement le nom de la ville où elle a été fabriquée. Certains de ces objets ont été trouvés dans les tombes des dynasties Shang et Zhou occidentaux et datent donc de 1200-800 av. J.-C. Les exemplaires portant des inscriptions semblent dater de vers 700 av. J.-C.[1].
- Monnaies en forme de bêche carrée : les monnaies en forme de bêche carrée ont des coins supérieurs carrés, une base droite ou légèrement incurvée et trois lignes parallèles sur chaque face de la "lame" de la bêche. On en trouve en grandes quantités, parfois plusieurs centaines dans chaque trésor, dans le sud du Hebei et le nord du Henan, soit la région correspondant au domaine royal des Zhou. Les fouilles archéologiques ont permis de les dater du début de la période des Printemps et des Automnes, soit vers 650 av. J.-C. Les inscriptions présentes sur ces pièces sont généralement composées d'un caractère, qui peut être un nombre, un caractère cyclique, un nom de lieu, ou le nom d'un clan. L’hypothèse voulant que certaines inscriptions soient le nom du commerçant ayant utilisé ces pièces n'a pas été retenue, faute de preuves convaincantes. L'écriture présente sur ces pièces est celle des artisans qui les ont fabriquées, bien différente du style plus précieux des érudits qui ont rédigé les inscriptions votives présentes sur les bronzes de la même période. Le style d'écriture est compatible avec celui existant au milieu de la dynastie Zhou. On a relevé sur les différentes monnaies de cette période plus de types 200 d'inscriptions différentes; et beaucoup n'ont pas encore été entièrement déchiffrées. Les caractères peuvent être gravés à gauche ou à droite de la ligne centrale et sont parfois gravés à l'envers ou dans le sens inverse du sens normal de lecture. L'alliage typique de ces pièces est composé de 80 % de cuivre, 15 % de plomb et 5 % d'étain. Si les trésors ou les amas dans lesquels on trouve ces monnaies sont parfois composés de centaines de pièces, on n'a jamais retrouvé d'amas composé de milliers de pièces. Les pièces ainsi trouvées sont parfois attachées ensemble pour former des paquets. Bien qu'il n'y ait aucune mention dans la littérature de leur valeur fiduciaire exacte, il est clair qu'il ne s'agit pas de monnaies de faible valeur[1].
- Monnaies en forme de bêche à bords inclinés : ce type de monnaie ressemble beaucoup au précédent, avec quelques différences notables. Ainsi, ses coins supérieurs sont inclinés au lieu d'être droits et les lignes gravées sur les deux faces de la lame forment un angle au lieu d'être parallèles. Il faut également noter que la ligne centrale est le plus souvent manquante. Enfin, ce type de monnaie est généralement plus petit que les deux précédents. Leurs inscriptions sont plus lisibles et se composent généralement de deux caractères. les monnaies en forme de bêche à bords inclinés sont associées au royaume de Zhou et à la région du Henan. Leur taille plus petite indique qu'elles ont été créées après les monnaies en forme de bêche carrée[1].

- Monnaies en forme de bêche à bords pointus : les bords supérieur et inférieur de ce type de monnaie sont pointus et elles ont une longue poignée creuse. Il y a trois lignes parallèles sur les deux faces de la lame et parfois des inscriptions. On en trouve au Nord-Est du Henan et dans le Shanxi, ce qui correspond au territoire du Duché de Jin, puis du royaume de Zhao. Ce type de monnaie a été créé après celles en forme de bêche carrée et il semble avoir été conçu pour pouvoir attacher ces pièces ensemble plus facilement et non pas pour imiter un instrument agricole particulier[1].

#### Monnaies en forme de bêche plate
Ces monnaies ont perdu la poignée creuse des premiers types de bêches. Elles ont presque tous des "jambes" distinctes; ce qui suggère qu'elles sont une évolution des monnaies en forme de bêche à bords pointus, mais en plus stylisée pour assurer une manipulation plus facile. Elles sont généralement plus petites que les précédents types. Elles présentent toujours des inscriptions gravées sur les deux faces de la lame. Dans ces inscriptions, on retrouve parfois des dénominations précises, en plus des noms de lieu ou de villes qui étaient déjà présents sur les modèles antérieurs.
Ces modifications, associées aux maigres indices que l'on peut glaner à partir des dates de création de certaines des villes où est fabriquée de la monnaie, montrent qu'elles ont bien été créées après les types de monnaie en forme de bêche creuse. Les données recueillies grâce aux fouilles archéologiques les font remonter à la période des Royaumes Combattants. Les modèles avec des pieds en forme d'arche sont fabriqués à partir d'un alliage composé d'environ 80 % de cuivre ; pour les autres types, la teneur en cuivre varie entre 40 % et 70 %.

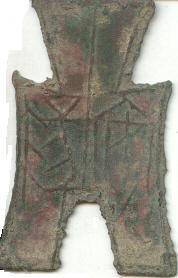
Monnaies en forme de bêche avec des pieds carrés d'An Yang

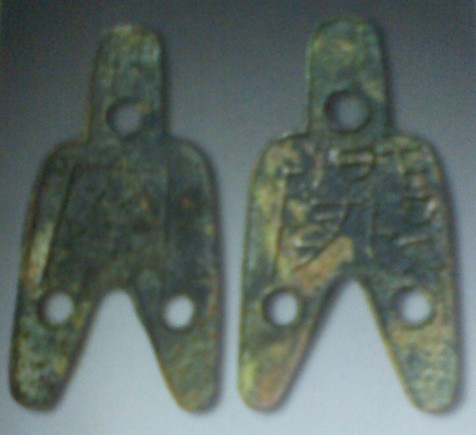
Monnaies en forme de bêche avec trois trous

- Monnaies en forme de bêche avec des pieds en forme d'arche : la partie basse de ce type de pièces a une forme de béquille arquée, qui ressemble souvent à un U inversé. Les bords supérieurs peuvent être arrondis ou avec des angles. Sur la plupart de ces pièces on trouve des inscriptions indiquant une valeur de un, deux ou un demi Jin. Elles sont associées à l'État de Liang (425 - 344 av. J.-C.), aussi connu sous le nom de Wei, et l'État de Han (403-230 av. J.-C.)[1].
- Monnaies en forme de bêches spéciales du Liang : elles ont la même forme que les bêches avec des pieds en forme d'arche, mais leurs inscriptions sont bien plus sujettes à débat que celles des pièces précédentes. Les points sur lesquels les chercheurs sont d'accord est que ces pièces ont été émises par l'État de Liang et que les inscriptions indiquent une relation entre le poids en jin des pièces et le lie, qui est soit une autre unité de poids, soit une autre monnaie[1].
- Monnaies en forme de bêche avec des pieds pointus : ces pièces ont des pieds pointus séparés par un espace carré et les bords supérieurs peuvent être arrondis ou avec des angles. De toute évidence, il s'agit d'une évolution des monnaies en forme de bêche à bords pointus. Le poids et la taille des plus grandes pièces sont équivalents à ceux des monnaies en forme de bêche avec des pieds en forme d'arche valant un jin. Les pièces plus petites ont parfois des inscriptions indiquant une valeur de un jin ou, plus souvent, un demi-jin; mais la plupart du temps, il n'y a aucune indication de valeur. Cela peut impliquer qu'avec le temps, la valeur d'un demi-jin est devenue la norme pour ce type de pièce, mais rien ne permet d’affirmer ou d'infirmer cette hypothèse. Elles sont généralement associées au Zhao et on les retrouve dans les provinces du Shanxi ou du Hebei. Elles ont souvent des numéros sur une des faces et sur l'autre deux idéogrammes indiquant la ville où ces pièces ont été fabriquées, ce qui facilite l'identification par rapport aux pièces plus anciennes[1].

- Monnaies en forme de bêche avec des pieds carrés : ces pièces ont des pieds carrés séparés par un espace carré et un de leurs deux côtés est divisé en deux par une ligne verticale. Sur l'autre face, on ne trouve la plupart du temps que trois lignes. Des chiffres sont présents sur les faces avec les trois lignes. Ces monnaies sont produites, entre autres, par l'État de Zhao, qui fabrique en même temps celles à pied pointu. Le fait qu'on les retrouve ensemble dans des tas de monnaies prouve bien la simultanéité de la frappe de ces deux types de monnaie[1]. Toutefois, le Zhao a fabriqué bien plus de bêches à pied carré que de bêches à pied pointu[1]. Leur poids et leur taille sont équivalents à ceux des monnaies en forme de bêche avec des pieds en forme d'arche valant un demi-jin. Elles sont associées aux États de Han, Liang, Zhou, Yan et, bien sûr, Zhao. On en trouve dans les provinces de Mongolie intérieure, Jilin, Hebei, Shanxi, Shaanxi, Shandong, Jiangsu, Anhui, Henan et Zhejiang[1].
- Monnaies en forme de bêche avec des bords supérieur pointus : c'est un sous-genre des monnaies en forme de bêche avec des pieds carrés, la seule différence entre ces deux types étant la présence de petites formes triangulaires sur les bords supérieurs (voir photo). Les inscriptions présentes sur les trois plus grands modèles de monnaie incluent les caractères jin (chinois : 金) et nie (chinois : 涅). Même si nie était à l'époque le nom d'une rivière dans le Henan, ce caractère ne peut pas pour autant être obligatoirement interprété comme étant l'indication d'un nom de lieu, car il se trouve en conjonction avec d'autres noms de lieux tels que Lu Shi et Yu. Selon le Fang Yan, un livre ancien sur les dialectes, nie signifiait la même chose que hua (chinois : 化), soit "argent" ou "monnaie". Si l'on suit le Fang Yan, les caractères jin nie signifieraient "Pièce en métal". Les poids des pièces les plus grandes semblent légèrement plus élevés que les 14 grammes d'un jin. Les régions où on en trouve correspondent aux États de Liang et de Han[1].
- Monnaies en forme de bêche : Dang Jin : c'est un autre sous-genre des monnaies en forme de bêche avec des pieds carrés. Les inscriptions présentes sur ces pièces suggèrent qu'il s'agit d'une équivalence entre les unités monétaires de deux zones commerciales. En effet, on trouve un caractère jin (chinois : 伒) dans les inscriptions présentes sur une des faces des petites et grandes pièces de ce sous-genre. Habituellement, on considère qu'il sert à indiquer la valeur en jin de la monnaie. Cependant, le poids de 28 grammes de ces pièces suggère que leur valeur était le double de celles des monnaies en forme de bêche avec des pieds en forme d'arche valant un jin. Mais il se peut aussi que ce soit une unité monétaire locale utilisée dans la région. Les plus petites pièces sont souvent trouvées deux par deux, attachées par les pieds. Si elles ont effectivement été fabriquées ainsi, on se sait pas vraiment si elles étaient destinées à circuler sous cette forme. Le poids de ces petites pièces varie entre 7 et 8 grammes, soit à peu près un quart de celui des pièces plus grandes ; ce qui correspond bien aux inscriptions présentes sur ces pièces et indiquant que quatre sont équivalentes à un jin. Au-delà des caractères jin, c'est le sens global des inscriptions présentes sur ces pièces qui est sujet à débat. Si on prend l’hypothèse la plus consensuelle, il faudrait lire : pièce (de la ville de) Pei, équivalente à un jin (chinois : 斾比當伒)[1].
- Bêches avec des pieds ronds : manche rond, épaules rondes et pieds arrondis. Ce type de pièces est rare et ne provient que de cinq villes, toutes situées dans l'actuelle province du Shanxi d'aujourd'hui, entre la rivière Fen et le fleuve Jaune. Il existe deux tailles, qui sont l'équivalent des pièces d'un jin et un demi-jin. Elles ont plusieurs chiffres sur leurs revers et il existe deux hypothèses concernant leurs origines : certains historiens les attribuent aux États de Qin et de Zhao à la fin de la Période des Royaumes combattants[1] et d'autres à l'État de Zhongshan au IVe siècle av. j.-c[1].

- Monnaies en forme de bêche à trois trous : parmi les monnaies en forme de bêche, un type assez rare présente trois trous ronds, l'un sur le manche, les deux autres sur les pieds. Il comporte plus de vingt types d'inscriptions et la dénomination de liang (chinois : 兩) pour les plus grandes ou shi'er zhu (chinois : 十二銖) (12 zhu), pour les plus petites. Concernant ces dénominations, le liang est une unité de l'époque qui est divisée en 24 zhu, ce qui signifie que l'une de ces pièces est identifiée comme étant une unité de base et l'autre la moitié de cette unité. En plus de ces mentions sur une face, ces pièces ont également des numéros de série sur la face opposée. Tout comme pour les bêches avec des pieds ronds, on ne sait pas exactement quel royaume les a émis. En effet, on en trouve dans l'est du Shanxi et au Hebei, une zone qui était partagée entre le Zhao et le Zhongshan. Le nom des villes où sont émises ces pièces apparait également, mais là aussi ces cités appartiennent à ces deux royaumes[1].

### Monnaie en forme de couteau

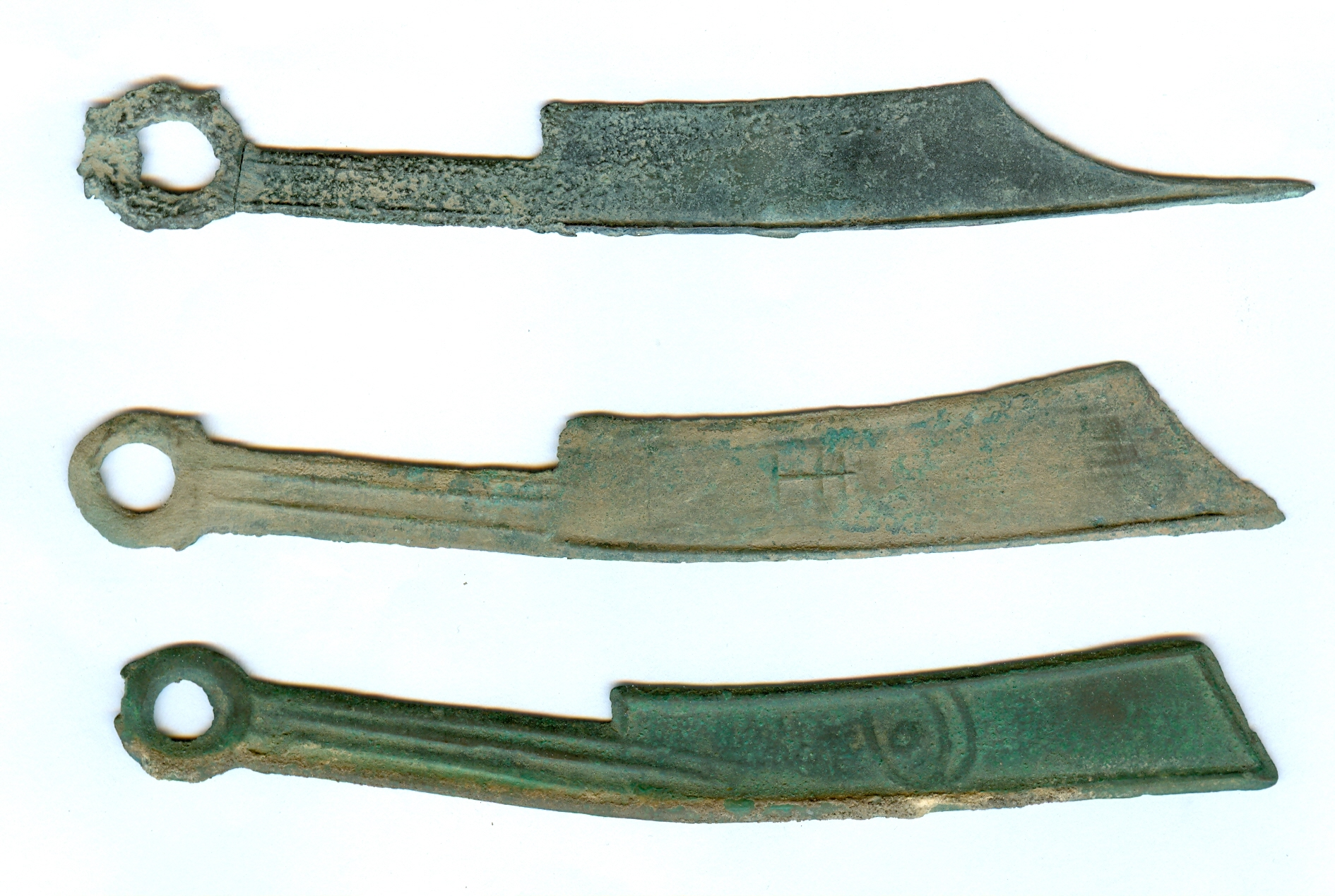
Monnaie en forme de couteau de l'État de Yan (燕国刀币)

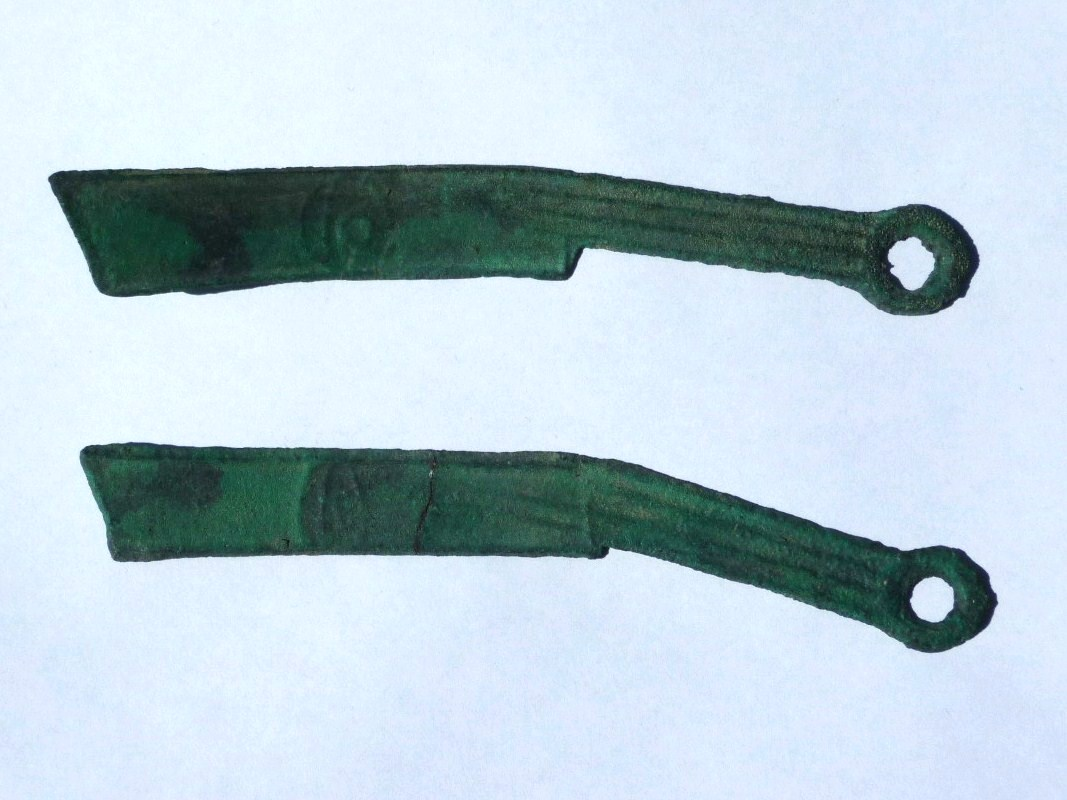
Monnaie en forme de couteau, Royaume de Yan

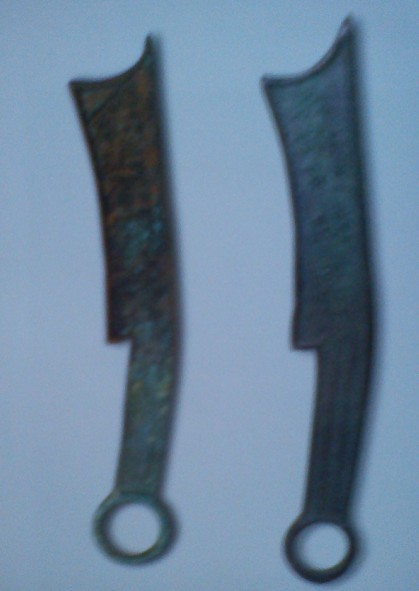
couteaux de six caractères du Qi

Les monnaies en forme de couteau sont des reproductions quasi à l'identique des couteaux utilisés pendant la période Zhou. Ils semblent avoir circulé en même temps que les monnaies en forme de bêche dans le nord-est de la Chine.
- Monnaie en forme de couteau du Qi : ces grands couteaux sont attribués à l'État de Qi et se trouvent dans la province du Shandong. Ils ne semblent pas avoir beaucoup circulé en dehors de cette zone. Bien qu'il y ait eu une controverse considérable quant à la date de leur création, l'archéologie a prouvé qu'ils datent de la période des royaumes combattants. Ils sont aussi connus sous le nom de couteaux de trois caractères, couteaux de quatre caractères et ainsi de suite, selon le nombre de caractères présents dans leurs inscriptions. Certains considèrent que les trois lignes horizontales, et la marque inscrite sous ces dernières, qui apparaissent sur la face opposée à ces caractères font partie de l'inscription. L'inscription se réfère à la fondation de l'État de Qi, c'est-à-dire 1122 av. J.-C, 894 av. J.-C, 685 av. J.-C ou 386 av. J.-C, selon la façon dont on interprète les anciennes chroniques. Les deux dates les plus récentes sont les plus probables pour l'introduction de ces pièces. L'alliage des couteaux de trois caractères contient environ 54 % de cuivre, 38 % de plomb, et 8 % d'étain. Ceux des couteaux de quatre caractères et des couteaux de cinq caractères contiennent environ 70 % de cuivre[1].
- Monnaie en forme de couteau avec une pointe en forme d'aiguille : ce type de monnaie en forme de couteau se distingue par sa longue pointe pointue. Ils étaient totalement inconnus jusqu'en 1932, quand un amas de monnaies a été déterré à Chengde dans la province du Hebei. Plus tard, d'autres amas ont également été trouvés dans cette province. Certains historiens ont suggéré que ces couteaux ont été produits pour le commerce entre les Chinois et les Xiongnu qui occupaient cette région du Nord de la Chine à l'époque. Il se pourrait également que ce type de monnaie était simplement une variation locale des couteaux avec une pointe, ou que c'était le type original de ce genre de monnaie, qui aurait été modifié car était malcommode à utiliser. Quelque 50 types d'inscriptions différentes ont été recensés : nombres, caractères cycliques et d'autres types de caractères, dont beaucoup n'ont pas encore été déchiffrés[1].
- Monnaie en forme de couteau avec une pointe : l'extrémité de la lame est courbée mais il n'y a pas la pointe des couteaux avec une pointe en forme d'aiguille. On les trouve dans le nord-est de la Chine et ils sont associés à l'État de Yan. Ces dernières années, des amas allant jusqu'à plus de 2 000 de ces couteaux ont été trouvés, parfois attachés ensemble en paquets de 25, 50, ou 100. Plus de 160 inscriptions différentes ont été recensées (nombres, caractères cycliques...) mais beaucoup n'ont pas été déchiffrées. Contrairement aux monnaies en forme de bêche, les inscriptions ne sont généralement pas des noms de lieux connus. Leur taille et leur poids, qui va de 11 à 16 grammes, sont très variables, ce qui conduit les numismates à multiplier les sous-types divers[1].
- Monnaie en forme de couteau Ming : les couteaux Ming sont généralement plus petits que les couteaux avec une pointe en forme d'aiguille et l'extrémité de leur lame est presque droite. Ce type de monnaie en forme de couteau prend son nom du caractère qui est inscrit sur un des côtés de la lame. Traditionnellement, ce caractère a été lu ming (chinois : 明), mais d'autres chercheurs ont proposé yi (chinois : 易), ju (chinois : 莒), ming (chinois : 盟) et zhao (chinois : 召) comme lecture possible. Un atelier de fabrication de ce type de couteaux a été déterré à Xiadu, une ville située au sud-ouest de Pékin. C'est sur ce site que se trouvait la ville de Yi, qui fut la capitale de l'État de Yan à partir de 360 av. J.-C. Cette découverte a donné du poids à l'hypothèse voulant que ces monnaies ont été émises par l'État de Yan. Des moules ont également été découverts dans le Shandong et les pièces elles-mêmes ont été trouvées, souvent en grande quantité, dans les provinces de Hebei, Henan, Shandong, Shanxi et Shaanxi, mais aussi en Mandchourie, en Corée et jusqu'au Japon. On les retrouve en général avec des monnaies en forme de couteau avec une pointe en forme d'aiguille et des monnaies en forme de bêche avec des pieds carrés. Il existe deux types différents de monnaie en forme de couteau Ming. Le premier, vraisemblablement le plus ancien, est courbé comme les monnaies en forme de couteau à pointe pointue. Le second a une lame droite et forme souvent un coude prononcé au milieu. Ce second type est connu sous le nom de 磬 qing, ce qui signifie pierre-carillon. Leur alliage contient environ 40 % de cuivre et elles pèsent environ 16 grammes. On trouve un large éventail de type d'inscriptions différentes sur l'envers des couteaux Ming. Certains sont de simples caractères ou des chiffres, semblables à ceux trouvés sur les monnaies en forme de couteau à pointe pointue. On peut classer ces inscriptions au sein de plusieurs groupes. Les deux plus importants sont composés d'inscriptions qui commencent soit par le caractère you (chinois : 右 ; litt. « gauche ») soit par le caractère zuo (chinois : 左 ; litt. « droite »); qui sont suivis par des chiffres ou d'autres caractères. Cependant, you peut aussi signifier "jeune" (au sens de "nouveau venu) ou "ouest"; et zuo peut aussi signifier "ancien" (au sens d' "expérimenté") ou "est". Ainsi, à Xiadu, où les fouilles ont permis de découvrir dans la ville intérieure un palais de gauche dit Zuo Gong, et un palais de droite dit You Gong. Les similitudes entre les autres caractères présents dans ces groupes you et zuo montrent qu'ils font partie d'un même ensemble. Un groupe plus petit est composé d'inscriptions commençant par wai (chinois : 外 ; litt. « dehors »), suivi d'autres caractères qui n'ont pas beaucoup de points communs avec ceux des deux groupes précédents. Un quatrième groupe a des inscriptions commençant par un caractère flou, et d'autres caractères semblables à ceux trouvés dans les groupes you et zuo. Par analogie avec l'opposition des deux termes des deux premiers groupes, ce caractère flou a été mis en rapport avec le wai du troisième groupe pour être lu nei (chinois : 内 ; litt. « dedans ») ou zhong (chinois : 中 ; litt. « centre »)[1].
- Monnaie en forme de couteau Ming de l'État de Qi (Couteaux Boshan): leur apparence est semblable à celle des couteaux Ming. Les seules différences sont que le caractère ming est grand et angulaire et que les inscriptions présentes sur leurs lames sont inversées par rapport à celles des Ming. Un amas de ces couteaux a été déterré durant l'ère Jiaqing (1796-1820) à Boshan dans l'est du Shandong. D'autres découvertes ont eu lieu depuis dans la même région, qui faisait partie de l'État de Qi. Entre 284 et 279 av. J.-C., l'État de Yan a occupé la majeure partie du territoire de Qi, et il est généralement admis que ces pièces ont été fabriquées durant cette période. Les inscriptions inversées présentes sur ces lames semblent désigner des noms de lieux, mais à l'heure actuelle, elles n'ont toujours pas été déchiffrées de façon satisfaisante. Selon une des lectures proposées, le premier caractère serait Ju (chinois : 莒), en référence à la cité de Ju[1].
- Monnaie en forme de couteau droit : ce sont des couteaux plus petits, et leurs lames ne sont pas courbées ou alors très légèrement. Ils ont été émis par quelques villes de l'État de Zhao et on les retrouve dans des trésors et des amas avec des couteaux Ming[1]. Cette catégorie comprend quelques autres petits couteaux de différentes formes[1].

### Premières pièces rondes
Ces pièces de monnaie rondes sont les précurseurs des différents types de monnaies qui vont circuler par la suite en Chine. Elles ont circulé aussi bien dans la zone des monnaies en forme de bêche que dans celle des monnaies en forme de couteau, à partir d'environ 350 av. J.-C. En dehors de deux petites pièces de l'État de Qin, datant vraisemblablement de l'époque précédant l'unification de la Chine, les pièces de monnaie de la zone des monnaies en forme de bêche ont un trou rond et se réfèrent aux unités Jin et Liang vues précédemment. Ceux de la monnaie en forme de couteau ont un trou carré et sont libellées en hua.
Il faut bien garder à l'esprit que, même si, à des fins de classements et d'étude, on divise les pièces de la dynastie Zhou en diverses catégories (bêches, lames, rondes), il ressort des découvertes archéologiques que la plupart de ces différents types de pièces ont circulé au même moment et ont été utilisées conjointement. Ainsi, en 1960 dans le Shandong, on trouve un ensemble de pièces formé de 2 pièces rondes Yi Hua, 600 pièces rondes Qi et 59 couteaux Qi. En 1976, on découvre à Luoyang 116 monnaies en forme de bêche plate de divers types, 46 pièces de monnaie rondes Anzang, 1 pièce de monnaie ronde Yuan, et des bêches avec des bords supérieurs pointus venant de Sanchuan, Wu, Anzang, Dong Zhou, Feng et Anzhou. En 1981, un amas de pièces est découvert près de Hebi dans le nord de la province du Henan. Il se compose de : 3 537 bêches Gong, 3 bêches avec des pieds en forme d'arche Anyi, 8 bêches de Liang Dang Lie, 18 bêches avec des bords supérieurs pointus Liang et 1 180 pièces rondes yuan, le tout contenu dans trois pots d'argile. En 1984, une autre découverte a lieu dans la province du Liaoning, où l'on retrouve un dépôt de pièces qui se compose de 2 280 pièces rondes Yi Hua, 14 bêches et 120 couteaux Ming.

## Dynastie Qin et lesBan Liang

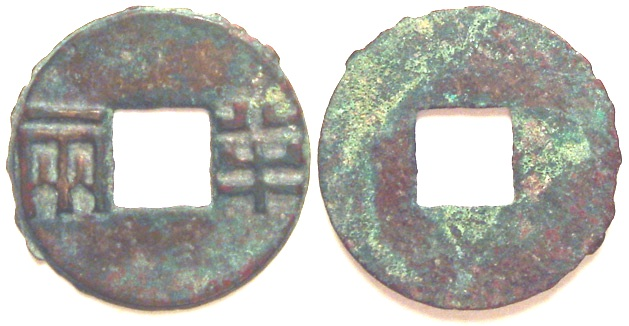
Les deux faces d'une pièce de monnaie Ban Liang de la dynastie des Han occidentaux.

Après l'unification du pays réalisée par la dynastie Qin s'imposent des pièces rondes présentant un trou central de forme carrée, les Ban Liang. Leur nom vient des deux caractères inscrits sur ces pièces, Ban Liang (chinois : 半兩), qui signifient "la moitié d'un liang". Le liang était une unité de poids chinoise qui se composait de 24 zhu (chinois : 銖), et était l'équivalent d'environ 16 grammes. Les premiers Ban Liang pesaient donc 12 zhu, soit environ 8 grammes. Par la suite, le poids de la pièce diminue jusqu'à 7,4 grammes, mais les caractères inscrits sur les pièces ne changent pas. Cela signifie qu'il existe une grande variété de pièces Ban Liang en termes de poids, de tailles et de styles calligraphiques, mais qu'elles ont toutes la même inscription, ce qui les rend difficiles à classer et dater, en particulier celles qui ont été fabriquées de manière non officielle ou locale.
Ces pièces étaient traditionnellement associées à Qin Shi Huang Di, le premier empereur chinois, qui a unifié la Chine en 221 av. J.-C. Voici ce que contient le livre des Han sur ce sujet : « Quand Qin a uni le monde, il a émis deux sortes de monnaie : celle en or jaune, qui a été appelée Yi et était la monnaie de la classe supérieure; et celle en bronze, qui était semblable en qualité aux pièces des Zhou, mais portait une inscription disant la moitié d'un liang, et était égale en poids à son inscription. » Des preuves archéologiques ont permis de prouver que les Ban Liang ont été émis pour la première fois durant la Période des Royaumes combattants, probablement dès 378 av. J.-C., par l'État de Qin. Une des trouvailles archéologiques faites à ce sujet est une série de tablettes en bambou, parmi lesquelles on a trouvé des règlements, établis avant 242 av. J.-C., concernant les monnaies en métal en tissu. Suivant ces règlements, un millier de pièces, bonnes et mauvaises mélangées, devaient être placées dans un pen, qui devait ensuite être scellé avec le Sceau du Directeur. Un de ces pen a été trouvé au Shaanxi, toujours scellé et contenant 1 000 Ban Liang de poids et tailles diverses. Sept Ban Liang ont également été découverts lors de la fouille d'une tombe datant de 306 av. J.-C.
En 200 av. J.-C., au début de la dynastie des Han occidentaux, le pouvoir central autorise la frappe privée de petites pièces de monnaie de faible poids connues sous le nom de yu jia (chinois : 榆莢), ou "graines d'orme", car les lourdes pièces des Qin sont alors peu pratiques à utiliser au quotidien. En 186 av. J.-C., le poids officiel des Ban Liang est ramené à 8 zhu, et en 182 av. J.-C. le gouvernement émet une pièce wu fen (chinois : 五分), dont la valeur correspond à 1/5e de celle des Ban Liang, soit 2.4 zhu. En 175 av. J.-C., le poids officiel est ramené à 4 zhu et la frappe privée est à nouveau permise, mais avec une réglementation stricte du poids des pièces et de la composition de l'alliage utilisé. Finalement, en 119 av. J.-C., les pièces Ban Liang sont remplacées par les pièces San Zhu, puis par les Wu Zhu.

## Dynastie Han et lesWu Zhu

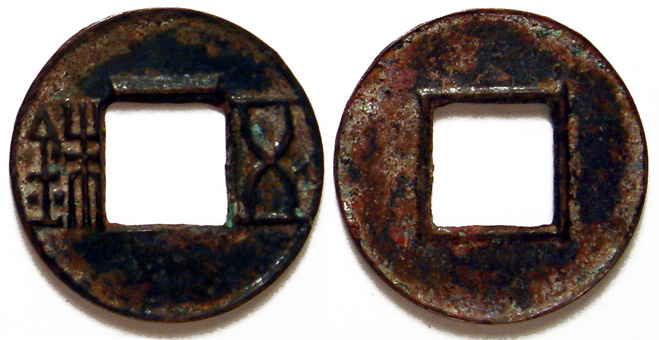
les deux faces d'une pièce de monnaie Shang Lin San Guan Wu Zhu.

C'est pendant la dynastie Han que la Chine passe définitivement d'une économie de troc à une économie basée sur la monnaie. Les impôts, salaires et amendes sont tous payés en pièces de monnaie et l'État produit en moyenne 220 millions de pièces par an. Selon le livre des Han, le règne des Han occidentaux correspond à une période de richesse et prospérité :
« Les greniers dans les villes et à la campagne étaient pleins et les caisses du gouvernement étaient remplies de richesses. Dans la capitale, les liasses de pièces avaient été empilées par centaines de millions, jusqu'à ce que les cordes qui les relient aient pourri et qu'elles ne puissent plus être comptées. »
En moyenne, le millet coûte 75 zhu l'hectolitre, le riz décortiqué 140 zhu et un cheval 4400 – 4500 zhu. Un ouvrier peut être embauché pour 150 zhu par mois et un marchand peut gagner 2 000 zhu par mois.
En dehors des pièces Ban Liang décrites précédemment, il y a aussi deux autres pièces des Han occidentaux sur lesquelles sont inscrits leurs poids :
- San Zhu (chinois : 三銖 ; litt. « Trois Zhu – 1.95 gramme »). Ces pièces sont produites entre 140 et 136 av. j.-c, ou entre 119 et 118 av. j.-c.. les archives sont peu claires et ambiguës à ce sujet, mais les historiens retiennent en général la seconde période.
- Wu Zhu (chinois : 五銖 ; litt. « Cinq Zhu – 3.25 grammes »). Ces pièces sont produites pour la première fois en 118 av. j.-c. et ce type de pièces est ensuite utilisé par plusieurs régimes au cours des 7 siècles suivants.

Parfois, on peut dater de manière précise les Wu Zhu, grâce à des moules datés découverts lors de fouilles ou suivant la zone de découverte. La plupart du temps, toute datation est impossible. Ceux produits par la dynastie des Han occidentaux ont un carré qui apparaît en haut d'une des faces de la pièce. Sur les pièces plus tardives, ce carré est remplacé par un rond. Seuls quelques-uns des nombreux types de Wu Zhu qui ont été décrits par les numismates sont inclus ici :
- Jun Guo Wu Zhu (chinois : 郡國五銖) (118–115 av. J.-C.) C'est une pièce grande et lourde, dont les bords sont vierges de toute inscription et, sur certaines pièces, une des faces est totalement lisse. Il s'agirait du premier type de Wu Zhu à avoir été fabriqué. Selon le livre des Han, en 118 av. J.-C., les commanderies (Jun) et les royaumes (Guo) de tout l'empire ont ordre d'émettre des pièces valant 5 Zhu et entourées d'un cerclage, de manière qu'il soit impossible de les rogner pour récupérer un peu de cuivre.
- Chi Ze Wu Zhu  (chinois : 赤仄五銖) (115–113 av. j.-c.) C'est une pièce plus légère que la précédente. Selon les archives des Han, en 115 av. j.-c., les ateliers de frappe de la capitale reçoivent l'ordre de fabriquer des pièces Chi Ze, valant chacune cinq pièces des monnaie qui circulent localement. Finalement, seules les pièces Chi Ze ont le droit de rester en circulation et les monnaies locales disparaissent. Chi Ze signifie "bord rouge" (ou brillant), en référence au cuivre rouge qui appairait lorsque les bords sont lissés. Quelques exemplaires de cette pièce ont été trouvés dans le tombeau de Liu Sheng, le Roi de Zhongshan, qui est mort en 113 av. j.-c.
- Shang Lin San Guan Wu Zhu (chinois : 上林三官五銖) (à partir de 113 av. j.-c.) Le nom de ce type de pièce fait référence aux Trois Bureaux du Parc de Shang Lin, qui sont le Bureau de la Monnaie, le Bureau de Tri du Cuivre et le Bureau de la Régulation des Prix. C'est à partir de cette date que la frappe de la monnaie est réservée au pouvoir central. Ces pièces ont généralement un cerclage en relief au-dessus du trou central sur leur avers. Leur qualité et leur finition est si élevée que la contrefaçon n'est plus rentable, sauf pour les artisans les plus doués, les grands criminels ou les voleurs. Ces nouveaux Wu Zhu devenant la seule monnaie reconnue par l'État central, toutes les pièces antérieures devaient être fondues et le cuivre emmené à Shang Lin.
- Wu Zhu (25). Même après la fin du régime de Wang Mang (voir ci-dessous), le système monétaire reste désorganisé. La situation est telle que les gens en reviennent en partie au troc et utilisent les tissus, la soie et les grains comme moyen de paiement en plus des pièces de monnaie. Malgré tout, les espèces restent la mesure normale de la richesse et continuent à être utilisées en grande quantité. Tous les différents types de monnaies institués par Wang Mang disparaissent et les Wu Zhu redeviennent la seule monnaie de l'empire, jusqu'à la fin du sixième siècle. Le terme Wu Zhu est utilisé dans cette entrée pour désigner les nombreux modèles de ce type de pièces émis durant ces 7 siècles et qui sont impossibles à dater, soit l'immense majorité des Wu Zhu fabriqués.
- Wu Zhu en fer Ils ressemblent aux pièces des Han occidentaux et sont attribués à Gongsun Shu. Ce seigneur de guerre se rebella dans le Sichuan en l'an 25, après l'accession au trône de Han Guang Wudi et a émis ces pièces en fer. Chacune de ces pièces valait un demi-Jian Wu Wu Zhu (chinois : 建武五銖). Le haut du caractère zhu présent sur ces pièces est arrondi, une caractéristique qui va devenir typique des Wu Zhu émis par les Han orientaux.

À partir de l'an 30, les jeunes du Sichuan commencent à chanter ceci : "le taureau jaune !" le ventre blanc ! Faisons revenir les pièces Wu Zhu." Sous ces airs un peu enfantins, cette chanson ridiculise les différentes monnaies émises par Wang Mang et les pièces de fer de Gongsun Shu. Toutes ces pièces sont retirées de la circulation par l'empereur Han Guang Wudi, le fondateur des Han orientaux, durant la 16e année de l’ère Jian Wu, soit l'an 40 de notre calendrier. Ses différents conseillers ont fait comprendre à l'empereur que la base de la richesse d'un pays est l'application d'une politique économique saine, ce qui passe par le retour à une monnaie unique pour tout l'empire. C'est ainsi que les Wu Zhu furent remis en circulation.
- Si Chu Wu Zhu (chinois : 四出五銖) On trouve sur l'envers de cette pièce quatre lignes qui rayonnent depuis les coins du trou central. Elle est attribuée à l'empereur Han Lingdi, en l'an 186. La tradition populaire veut que les quatre lignes représentent la richesse qui disparaît d'une ville détruite et soient un présage du renversement de la dynastie Han.
- Petites pièces sans inscriptions. Traditionnellement attribuées à Dong Zhuo (chinois : 董卓), qui s'empare du pouvoir en 190 et tente d'usurper le trône. Pour financer la guerre contre ses adversaires, il fait fondre neuf énormes statues datant de la dynastie Qin pour fabriquer des pièces de monnaie. En fait, ces pièces pourraient bien avoir été fabriquées à d'autres moments[1].
- Yan Huan Wu Zhu (chinois : 綖環五銖) C'est un Wu Zhu coupé par le milieu pour en faire deux pièces de monnaie.
- Zao Bian Wu Zhu (chinois : 鑿邊五銖) C'est la partie intérieure d'un Wu Zhu dont la partie extérieure est supprimée pour en faire un mince anneau. Les moules qui sont parvenus jusqu'à nous nous indiquent que certains Wu Zhus étaient en fait fabriqués avec cet aspect.
- E Yan (chinois : 鵝眼) or Ji Mu (chinois : 雞目) Nom générique donnés à diverses pièces Wu Zhu minuscules. C'est un type de pièces commun, qui a été trouvé dans les tombes des Han occidentaux entre 73 et 33 av. j.-c.

## Wang Mang

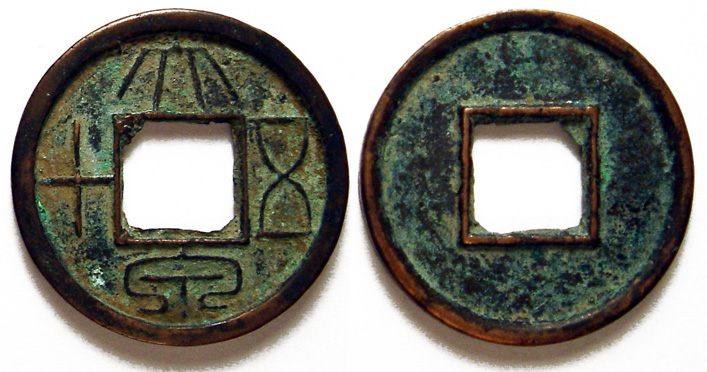
les deux faces d'une pièce de monnaie Da Quan Wu Shi

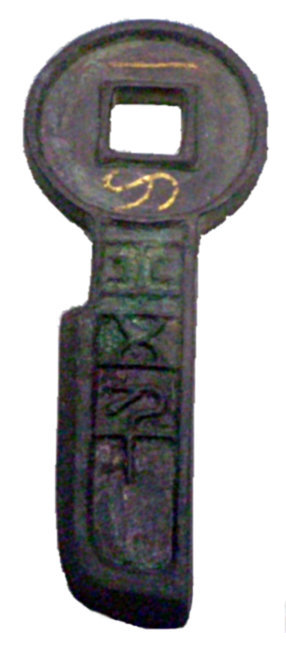
Pièce Yi Dao Ping Wu Qian

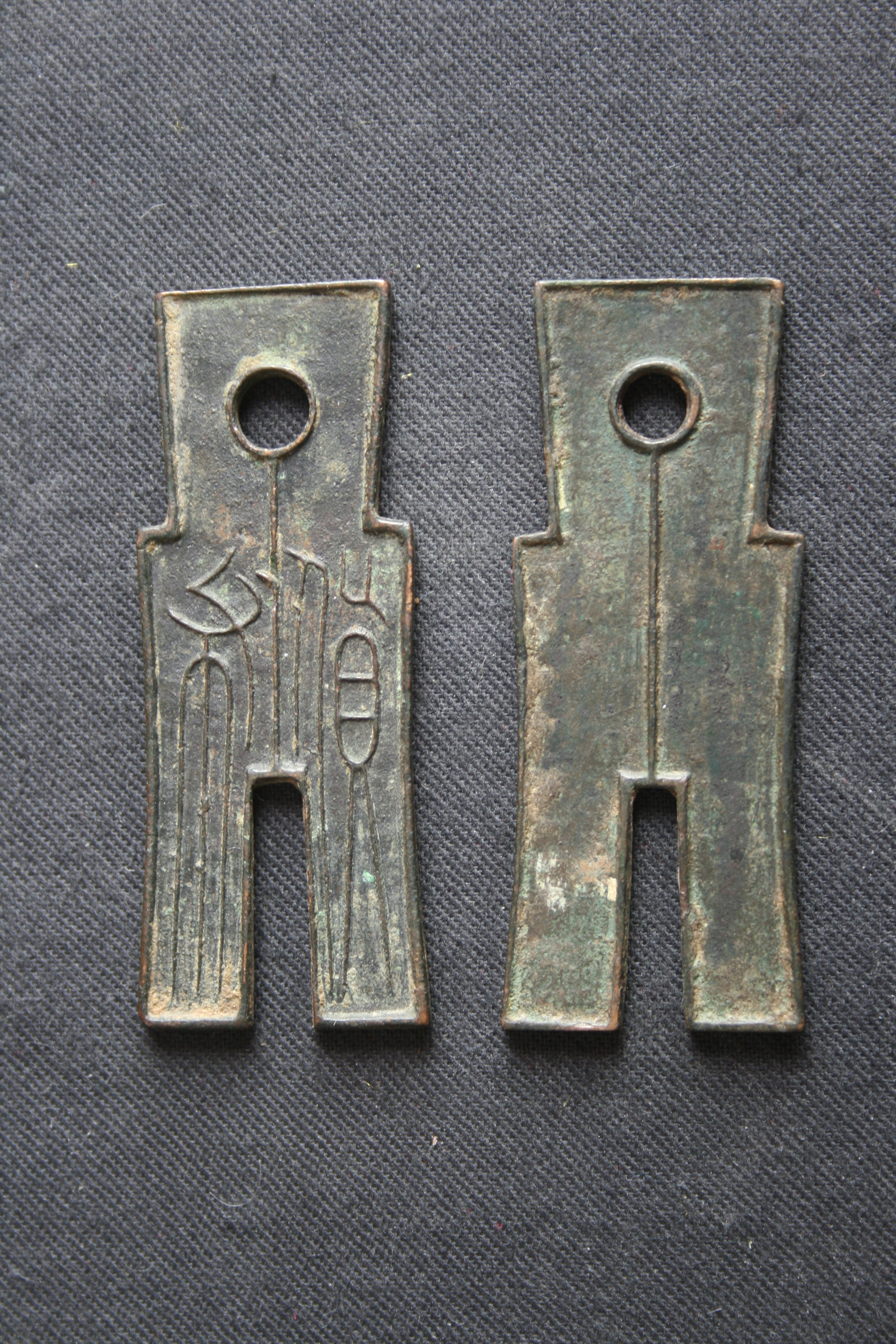
Pièces en forme de bêche Huo Bu

Wang Mang était un neveu de l'impératrice douairière Wang. En l'an 9, il usurpe le trône et fonde la dynastie Xin. Il introduit un certain nombre de réformes monétaires qui ont rencontré plus ou moins de succès.
La première réforme a lieu en l'an 7. Il conserve les pièces Wu Zhu, mais introduit deux nouvelles versions des anciennes monnaies en forme de couteaux :
- Yi Dao Ping Wu Qian (chinois : 一刀平五千) Les caractères Yi Dao sont gravés et dorés à l'or fin sur cette monnaie.
- Qi Dao Wu Bai (chinois : 契刀五百)

Entre l'an 9 et l'an 10, il introduit un système incroyablement complexe, ou cohabitent les carapaces de tortues, les cauris, l'or, l'argent, six types différents de pièces de cuivre rondes et une réintroduction des monnaies en forme de bêche avec dix pièces différentes.
Les Six Pièces. an 9–14.
- Xiao Quan Zhi Yi (chinois : 小泉直一)
- Yao Quan Yi Shi (chinois : 么泉一十)
- You Quan Er Shi (chinois : 幼泉二十)
- Zhong Quan San Shi (chinois : 中泉三十)
- Zhuang Quan Si Shi (chinois : 壯泉四十)
- Da Quan Wu Shi (chinois : 大泉五十) Une monnaie ronde avec une valeur nominale de cinquante Wu Zhu.

Les Dix Bêches. An 10–14.
- Xiao Bu Yi Bai (chinois : 小布一百)
- Yao Bu Er Bai (chinois : 么布二百)
- You Bu San Bai (chinois : 幼布三百)
- Xu Bu Si Bai (chinois : 序布四百)
- Cha Bu Wu Bai (chinois : 差布五百)
- Zhong Bu Liu Bai (chinois : 中布六百)
- Zhuang Bu Qi Bai (chinois : 壯布七百)
- Di Bu Ba Bai (chinois : 第布八百)
- Ci Bu Jiu Bai (chinois : 次布九百)
- Da Bu Heng Qian (chinois : 大布衡千)

D'après le livre des Han, ces réformes se passent mal : « Les gens furent perplexes et confus et ces pièces ne circulèrent pas. Ils (les Chinois) ont secrètement utilisé des pièces Wu Zhu pour leurs achats. Wang Mang était très préoccupé à ce sujet et a émis le décret suivant : » « Ceux qui osent s'opposer au système judiciaire et ceux qui osent utiliser subrepticement les Wu Zhu pour tromper le peuple et aussi les esprits seront tous exilés aux quatre frontières où ils seront à la merci des démons et des diables. » « Le résultat de tout ceci est que le commerce et l'agriculture languissent et que la nourriture est devenue rare. Les gens étaient en pleurs sur les marchés et les routes et nul ne connait le nombre exact des victimes. » En l'an 14, toutes ces pièces sont supprimées et remplacées par un autre type de pièce de monnaie en forme de bêche et de nouvelles pièces rondes :
- Huo Bu (chinois : 貨布)
- Huo Quan (chinois : 貨泉)

Selon Schjöth, Wang Mang a voulu faire disparaître les Wu Zhu des Han occidentaux à cause du préjudice que lui aurait porté le radical jin (chinois : 金 ; litt. « or ») présent à la fois dans le caractère zhu (chinois : 銖) des inscriptions existant sur ces pièces et dans le caractère Liu, qui est le nom de famille des souverains de la dynastie Han que Wang Mang venait de détrôner. Il a donc créé ce système monétaire très complexe pour effacer les traces des Han, avant d'émettre la monnaie Huo Quan.
Les Huo Quan survivront quelques années à leur inventeur, pour des raisons aussi complexes que celles ayant mené à la création de cette pièce. En effet, selon les chroniqueurs de l'époque, le caractère quan (chinois : 泉) inscrit sur ces pièces est composé par la combinaison de deux autres caractères : bai (chinois : 白 ; litt. « blanc ») et shui (chinois : 水 ; litt. « eau »). Hors Bai Shui est aussi le nom du village du Henan où est né Liu Xiu (劉秀), le fondateur de la dynastie des Han Orientaux. Cette coïncidence aurait donné un certain charme à cette pièce et prolongé son temps de circulation. Que cette explication soit vraie ou fausse, ce qui est sûr c'est que les Huo Quan ont effectivement continué à être frappés après la mort de Wang Mang, un moule daté de l'an 40 ayant été découvert lors de fouilles.
- Bu Quan (chinois : 布泉) Avec le temps, cette pièce a été surnommée Nan Qian (chinois : 男錢), à cause de la croyance voulant que si une femme portait une de ces pièces sur elle, elle donnerait naissance à un garçon.

Finalement, les réformes infructueuses de Wang Mang ont provoqué un soulèvement général du pays et il a été tué par les rebelles en l'an 23. Après la mort de Wang Mang et la restauration de la dynastie Han, la frappe de tous ces nouveaux types de pièces est abandonnée et celle des Wu Zhu reprend.

## Trois Royaumes

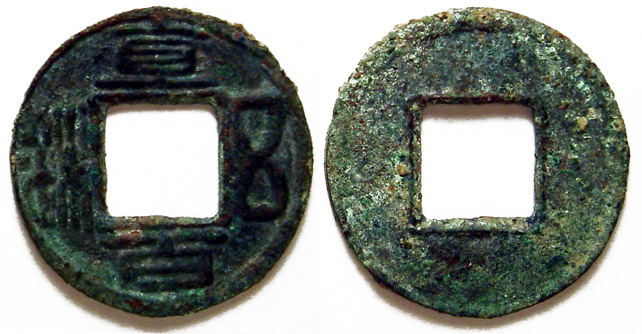
les deux faces d'une pièce de monnaie Zhi Bai Wu Zhu

En 220, la dynastie Han prend fin, événement qui ouvre une longue période de divisions et de guerres civiles. La première période de division correspond à la période des trois royaumes, ou trois États, le Wu, le Shu et le Wei, naissent des ruines de la dynastie Han. Elle est surtout connue du grand public grâce à la vision très romancée qu'en livre le roman historique les Trois Royaumes. La frappe monétaire reflète l'instabilité de l'époque, avec une prédominance des petites pièces et des jetons.

### Royaume de Wei (222–265)
Ce royaume continue la frappe des Wu Zhu et ne crée pas de nouvelles pièces de monnaie.

### Royaume du Shu (221–265)
Les pièces émises par ce royaume sont :
- Shu Wu Zhu (chinois : 蜀五銖) On trouve le mot chuan (chinois : 川) sur l'avers de ces pièces, ou les nombres 1 – 32 sur l'envers. Ils sont attribués au Royaume de Shu (221-265) car on n'en trouve que dans la province du Gansu.
- Zhi Bai Wu Zhu (chinois : 直百五銖) La plupart du temps, ces pièces ont des inscriptions sur leur revers.
- Zhi Bai (chinois : 直百) Quand Liu Bei, le fondateur du royaume du Shu, prend Chengdu, au Sichuan, en 214, ses conseillers lui suggèrent d’émettre une pièce "valant 100" pour régler le problème des frais liés à la maintenance de ses troupes; ce qui explique qu'on lui attribue la frappe des Zhi Bai.
- Tai Ping Bai Qian (chinois : 太平百錢). trois types de revers pour ces pièces :
  1. Le revers représente des étoiles et des vagues
  2. Le revers présente des caractères chinois divers
  3. Revers vierge

Dans un premier temps, les pièces Tai Ping Bai Qian ont été attribuées à Sun Liang, un des empereurs du royaume du Wu, qui décrète le début de l’ère Tai Ping de son règne en 256. Cependant, la plupart de ces pièces ont été déterrées dans le Sichuan, certaines provenant même d'un tombeau daté de 227, et toujours accompagnées de pièces Zhi Bai. Ceci, rajouté aux marques incuses présentes sur l'envers, indique qu'il s'agit bien de pièces de monnaie du Shu. Il faut noter que la calligraphie fantaisiste et les revers des grandes pièces de monnaie sont plus typiques des amulettes que des pièces en circulation.
- Zhi Yi (chinois : 直一)
- Ding Ping Yi Bai (chinois : 定平一百)

Dans les années 1860, un bocal de petites pièces de monnaie dite "œil d'oie " a été déterré à Chengdu, dans le Sichuan. Il contenait des Tai Ping Bai Qian, des Ding Ping Yi Bai, des Zhi Bai, et des Zhi Yi. Cette découverte a renforcé l’hypothèse voulant que toutes ces pièces ont été émises quasi en même temps par le royaume du Shu.

### Royaume du Wu (222–280)
- Da Quan Wu Bai (chinois : 大泉五百)
- Da Quan Dang Qian (chinois : 大泉當千)
- Da Quan Er Qian (chinois : 大泉二千)
- Da Quan Wu Qian (chinois : 大泉五千): Il n'existe que six exemplaires connus de ce type de pièces.

Selon les archives et les chroniques de l'époque, Sun Quan, le fondateur et premier souverain du Wu, émet les pièces Da Quan Wu Bai en 236, et les Da Quan Dang Qian en 238. Un édit a contraint les sujets du Wu à remettre le cuivre en leur possession et à recevoir de l'argent comptant en retour, de manière à éviter la création de fausse monnaie. Ce sont des pièces grossières, fabriquées à Jianye, la capitale ou dans le Hubei. En 2000, des moules d'argile et d'autres matériaux de moulage ayant servi à fabriquer des pièces Da Quan Wu Bai ont été découverts dans le lac de l'Ouest, à Hangzhou.

## Dynastie Jin et Seize Royaumes
Sima Yan fonde la dynastie Jin en l'an 265, et, après la défaite du Wu en 280, réunifie la Chine pour une courte période. Cette dynastie est divisée en deux périodes : la période des Jin occidentaux, qui dure de 265 à 316, avec Luoyang comme capitale; et la période des Jin orientaux, qui dure de 316 à 420, avec Jiankang comme capitale. La rupture entre les deux périodes est le soulèvement des peuples non chinois du nord du pays, qui oblige les autorités à se replier dans le sud du pays. Les documents historiques n'indiquent pas quel type spécifique de pièce de monnaie a été utilisé pendant la dynastie Jin. Une fois installées dans le sud, les autorités utilisent régulièrement la réduction du poids des pièces de monnaie comme expédient pour faire face aux problèmes monétaires et remplir les caisses. Il en résulte de grandes fluctuations des prix, au point que les tissus et les grains ont été utilisés comme substituts pour les pièces de monnaie. Dans le Nord, les peuples non chinois fondent de nombreux royaumes indépendants, connus sous l'appellation collective des seize Royaumes. Ces derniers ont émis des pièces intéressantes.

### Dynastie Jin de l'Est
- Shen Lang Wu Zhu (chinois : 沈郎五銖) Ces pièces ne portent aucune mention les reliant à un poids en zhu. Elles sont attribuées à Shen Chong du clan Wu et auraient été émises après la fondation de la dynastie Jin de l'est en 317. Elles sont aussi connues sous le nom de Shen Chong Wu Zhu (chinois : 沈充五銖). Il existe une vieille ballade les concernant :

« Graines d'ormes innombrables pressées en feuilles, »
« l'argent vert du Seigneur Shen recouvre les rues de la ville » Apparemment, cela signifie que ces pièces émises par Shen étaient petites et légères.

### Liang antérieur (301–76)
Liang Zao Xin Quan (chinois : 涼造新泉) Pièce attribuée au Roi Zhang Gui (317–376).

### Zhao postérieur (319–52)
Feng Huo (chinois : 豐貨) Pièce émise par l'empereur Shi Le en 319 à Xiangguo, ce qui correspond actuellement à la ville de Xingtai dans le Hebei. Elle pèse 4 zhu. Elles sont connues comme étant l'Argent des Riches et la croyance populaire veut que garder une de ces pièces apporte chance et grande richesse. Les chroniques de l'époque vont à l'encontre de cette croyance, car cette pièce aurait tellement déplu au peuple qu'elle n'aurait même pas été mise en circulation.

### Cheng Han (303–47)
Han Xing (chinois : 漢興) Porte une inscription qui peut être à gauche ou à droite, sur n'importe laquelle des deux faces de la pièce. En 337, Li Shou, qui règne sur le Sichuan, inaugure l'ère Han Xing et émet des pièces portant le nom de ladite ère. C'est le premier cas recensé d'usage d'un nom d'ère sur une pièce. Cette ère prend fin en 343.

### Xia (407–31)
Tai Xia Zhen Xing (chinois : 太夏眞興) Inscriptions gravées dans le sens inverse du sens de lecture. Pièces émises pendant la période Zhenxing (419-24) par Helian Bobo, probablement à Xi'an

## Dynasties du Nord et du Sud (420–581)

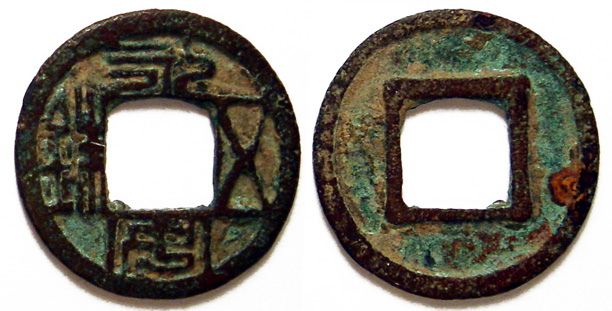
les deux faces d'une pièce de monnaie Yong An Wu Zhu

La période des dynasties du Nord et du Sud est une autre longue période de divisions et de conflits. Le Nord et le sud de la Chine ont chacun été gouvernés par deux successions distinctes de dynasties, avant d'être réunifiés par la dynastie Sui. Pendant cette période, en plus du poids nominal, d'autres indications sont rajoutées sur les pièces, tels que des noms ou des titres. Malgré ces rajouts les pièces émises sont toujours des Wu Zhu. Le script "Sceau" reste la norme pour les inscriptions et certaines pièces très réputées pour leur calligraphie sont produites. Cependant, il s'agit là d'exception, car la plupart des monnaies émises durant cette période sont d'une très mauvaise qualité. En effet en 465, un édit donne à tout un chacun le droit de frapper des pièces de monnaie. Le marché est alors inondé de pièces minuscules produites à la va-vite et d'une qualité atroce. Si on empile un millier de ces pièces dites "œil d'oie", on obtient un tas de moins de 76 mm de haut. Il y avait un autre type de pièce de monnaie, d'encore plus mauvaise qualité, qui ont été surnommées "Fringe Rim Coins" par les Anglais. Ces pièces flottent sur l'eau et peuvent être brisées juste en refermant la main dessus. Sur les marchés, les gens ne prenaient même plus la peine de les compter et se contentaient de les ramasser par poignées entières. Il fallait 10 000 de ces pièces pour acheter un boisseau de riz vendu. Après 465, l'empereur Ming tente de mettre en place des réformes pour améliorer la qualité de la frappe, mais sans grand succès.

### Dynasties du Sud

#### Song (420–79)
- Dang Liang Wu Zhu (chinois : 當兩) Une grande pièce, épaisse, avec un poids nominal de 8 Zhu. Elles sont attribuées à l'empereur Wen, qui aurait émis ces pièces pour lutter contre les contrefaçons.
- Si Zhu (chinois : 四銖) Il n'y a pas de cerclage intérieur sur l'avers de ces pièces. Émises par l'empereur Wen en 430, depuis Nankin, sa capitale. Wen établit également un bureau de la Monnaie, dirigé par le Chambellan des Revenus du Palais.
- Xiao Jian (chinois : 孝建) sur le revers : Si Zhu (chinois : 四銖) Une pièce de faible valeur, avec de nombreuses variations. Émise par l'empereur Xiao en 454, avec un poids réel d'à peu près 2 zhu. Retirée de la circulation par l'empereur Ming en 467.
- Jing He (chinois : 景和)
- Yong Guang (chinois : 永光)
- Liang Zhu (chinois : 兩銖)

Les trois dernières petites pièces, pesant seulement 2 zhu, ont toutes été émises par l'empereur Fei en 465. Comme les ères Jinghe et Yongguang n'ont duré que quelques mois, ces pièces sont très rares.

#### Liang (502–556)
- Tai Qing Feng Le (chinois : 太清豐樂) Ces pièces sont attribuées à l'empereur Wu et ont été émises durant l'ère Tai Qing (547 – 549). Un trésor découvert dans le Jiangsu contenait 4 000 Tai Qing Feng, ainsi que diverses autres sortes de pièces. Cette découverte prouve que cette pièce n'est pas une amulette comme on avait pu le croire auparavant.
- Tian Jian Wu Zhu Ces pièces ont un cerclage intérieur sur l'avers. Au début de la dynastie Liang, l'argent n'était utilisé que dans la capitale; tandis que dans le reste de l'empire, les grains et les tissus étaient utilisés comme monnaie d'échange pour le commerce. Seule exception à cette situation, le sud du pays, ou ce sont l'or et l'argent qui étaient utilisés. Par conséquent, durant la 1re année de la période Tian Jian (502), l'empereur Wu tente de relancer la circulation monétaire en émettant ces pièces Wu Zhu avec un cerclage extérieur et intérieur. Il émet aussi un autre type de pièce, sans cerclage, appelé "pièce de monnaie féminine". Les deux types ont circulé en même temps.
- Nu Qian (chinois : 女錢) Ces pièces n'ont pas de cerclage extérieur.
- Wu Zhu en fer Ces pièces ont quatre lignes partant des coins du trou sur l'envers et sont attribuées à l'empereur Wu de la dynastie Liang, qui les a émises en 523. Ces pièces sont de faible valeur et il en faut un grand nombre pour faire le moindre achat. Dès 535, les commerçants du Sichuan se plaignent des difficultés qu'ils éprouvent pour attacher ensemble un nombre de pièces aussi élevé et du grand nombre de chariots nécessaires pour les transporter.
- Liang Zhu Wu Zhu (chinois : 兩柱五銖) Ces pièces ont un point au-dessus et au-dessous du trou sur l'avers. Elles sont attribuées à l'empereur Yuan de la dynastie Liang et ont été émises en 552 avec une valeur correspondant à celles de dix pièces ordinaires.
- Si Zhu Wu Zhu (chinois : 四柱五銖) Ces pièces ont deux points sur l'avers et le revers. Elles sont attribuées à l'empereur Jing de la dynastie Liang et ont été émises en 557 avec une valeur correspondant à celles de vingt pièces ordinaires. Très vite, leur cours s'effondre et leur valeur finit par être équivalent à celle d'une pièce ordinaire. Il faut préciser que des pièces semblables avec ces mêmes points ont été trouvées dans une tombe bien antérieure à 557.

#### Chen (557–589)
- Chen Wu Zhu. (chinois : 陳五銖) Ces pièces ont un gros cerclage extérieur et pas de cerclage intérieur. La partie supérieure du caractère zhu est carrée tandis que la partie inférieure est ronde. Elles sont attribuées à l'empereur Wendi et ont été frappées à Tian Jia en 562. Un Chen Wu Zhu valait dix petites pièces "œil d'oie".
- Tai Huo Liu Zhu (chinois : 太貨六銖) Ces pièces sont émises par l'empereur Xuandi en 579. Au début, la pièce équivalait à dix Wu Zhu. Plus tard, la valeur de cette pièce a été divisée par dix. Un proverbe de cette époque dit : "ils ont pleuré devant l'empereur, leurs bras Akimbo ". Il est supposé faire référence au mécontentement causé par cette dévaluation, le caractère utilisé pour Liu ressemblant à la posture "Bras Akimbo " évoquée dans le texte. La pièce est retirée à la mort de l'empereur, en 582 et les Wu Zhu sont réintroduits.

### Dynasties du Nord

#### Wei du Nord (386–534)
- Tai He Wu Zhu (chinois : 太和五銖): Même si la dynastie des Wei du Nord est proclamée en 386, les tribus turques et mongoles qui en composent les classes dirigeantes conservent un mode de vie nomade et n'ont pas besoin d'argent. La situation change en 495, lorsque l'empereur Xiaowendi émet cette pièce, probablement depuis sa capitale de Datong dans le Shanxi.
- Yong Ping Wu Zhu (chinois : 永平五銖) Les caractères inscrits sur cette pièce sont longs et minces. Elles sont attribuées à l'empereur Xuanwudi et ont été émises pendant l'ère Yong Ping (510).
- Yong An Wu Zhu (chinois : 永安五銖) Ces pièces ont été émises pour la première fois à l'automne de la deuxième année de l'ère Yongan (529) par l'empereur Xiaozhuangdi. D'après les chroniques, elles ont continué à être produites par les Wei de l'est et de l'ouest jusqu'en 543. Pendant la dynastie Wei de l'est, circulent des pièces provenant de frappes privées avec des surnoms tels qu'Yongzhou vert-rouge, Liangzhou épais, liquidités limitées, argent de bon augure, Heyang rugueux ou pilier céleste, entre autres. Ces pièces étaient peut-être des Yong An Wu Zhu sortant de ces ateliers privés.

#### Wei de l'Ouest (535-556)
- Da Tong Wu Zhu (chinois : 大統五銖) Ces pièces ont un gros cerclage extérieur et un cerclage intérieur seulement autour du caractère Wu. Elles sont attribués à l'empereur Wen de la dynastie Wei de l'ouest, de la période des Dynasties du Nord et du Sud, et ont été émises durant l'ère Datong (540) .
- Xi Wei Wu Zhu (chinois : 西魏五銖) Ces pièces ont un cerclage intérieur seulement autour du caractère Wu. Au début, ces pièces ont été attribuées à la dynastie Sui, mais des pièces de ce type distinctif ont été trouvées dans le tombeau de Hou Yi de la Dynastie Wei de l'Ouest.

#### Qi du Nord (550–577)
- Chang Ping Wu Zhu (chinois : 常平五銖) Ces pièces ont été émises par l'empereur Wenxuandi en 553 et sont d'une très bonne facture. Elles ont été fabriquées à la capitale du Qi du Nord, Linzhang dans le Hebei. Cette localisation de la frappe dans la capitale est plus une exception que la règle. En effet, pendant la dynastie Qi du Nord, il y a une région de frappe monétaire de l'est et une autre de l'ouest. C'est le Chambellan des Revenus du Palais qui est responsable de la frappe monétaire. Il a sous ses ordres un directeur régional pour chacune des régions citées, eux-mêmes supervisant chacun 3 ou 4 services locaux.

#### Zhou du Nord (557–581)
- Bu Quan (chinois : 布泉) Ces pièces ont été émises en 561 par l'empereur Wudi. L'une devait valoir cinq Wu Zhu Pour distinguer cette pièce de la Bu Quan de Wang Mang, il faut observer le trait au milieu du caractère Quan. Celui présent sur la pièce des Zhou du Nord est continu, contrairement à celui de la pièce de Wang Mang. Elles ont été retirées de la circulation en 576.
- Wu Xing Da Bu (chinois : 五行大布) Ces pièces ont été émises en 574 par l'empereur Wudi. Au début, elles devaient avoir une valeur de dix Bu Quan ; mais ces pièces ont tellement été contrefaites que le marché a été inondé de fausses pièces plus légères. Les autorités ripostent en interdisant l'utilisation de cette pièce en 576. Cette inscription est souvent présente sur des amulettes.
- Yong Tong Wan Guo (chinois : 永通萬國) Ces pièces ont été émises en 579 par l'empereur Xuandi. Leur poids nominal était de 12 zhu, et elles devaient avoir une valeur de dix Wu Xing.

Les pièces citées ci-dessus sont connues comme étant les "Trois pièces des Zhou du Nord". Les inscriptions présentes sur ces pièces sont écrites dans le style calligraphique Yu Zhu (baguettes de Jade) qui est grandement admiré.

### Divers
- Pièces de 3 et 4 Zhu C'est un petit groupe de pièces carrées et rondes, qui n'ont pas toujours un trou au milieu. Elles sont généralement attribuées à l'époque des dynasties du Sud et du Nord à cause de la médiocrité globale de la production de cette époque. Les inscriptions de l'avers donnent un poids de 3 ou 4 zhu et celles de l'autre face semblent être des noms de lieu.

## Dynastie Sui
La Chine est à nouveau réunifiée sous la dynastie Sui (581-618). C'est sous cette dynastie éphémère que de nombreuses réformes ont été lancées, réformes qui ont permis par la suite le succès de la dynastie Tang. Les Sui n'ont produit que des Wu Zhu et des ateliers de frappe supplémentaires ont été installés dans différentes préfectures. En général, on trouvait cinq fours dans chacun de ces ateliers. La qualité des pièces était fréquemment vérifiée par les fonctionnaires, mais après 605, le retour de la frappe privée cause une nouvelle détérioration de la qualité.
- Sui Wu Zhu (chinois : 随五銖) Ces pièces ont un cerclage intérieur seulement autour du caractère Wu, qui est écrit en utilisant un caractère rappelant un sablier. Elles ont d'abord été émises par l'empereur Sui Wendi en 581. En 583, l'empereur envoie à chaque frontière de l'empire 100 exemplaires de ces nouvelles pièces comme échantillon, pour que les fonctionnaires apprennent à les reconnaitre. L'année suivante, il interdit la circulation de toutes les anciennes pièces de monnaie et si jamais quelqu'un désobéit à cette loi, les fonctionnaires responsables doivent être condamnés à une amende représentant un an et demi de salaire. 1 000 pièces pèsent 4 Jin et 2 Liang. Des privilèges de frappe sont accordés à plusieurs princes impériaux durant ce règne.
- Bai Qian Wu Zhu (chinois : 白錢五銖). L'apparence et l'historique de ces pièces sont semblables à ceux des Sui Wu Zhu. La seule différence vient de la couleur blanchâtre de cette pièce, qui est due à l'ajout de plomb et d'étain à l'alliage. Cet ajout est officialisé à partir de 585.

## Dynastie Tang

### Frappes des Tang

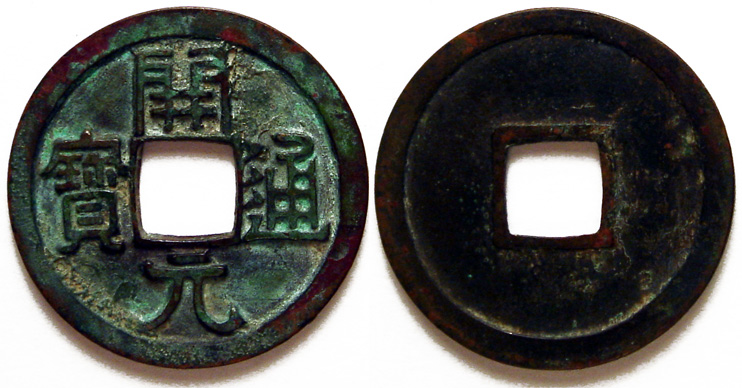
Les deux faces d'une pièce de monnaie Kai Yuan Tong Bao

Kai Yuan Tong Bao (chinois : 開元通寶) C'est la pièce qui succède aux Wu Zhu. C'est celle qui a été le plus fabriquée par les Tang et qui a le plus circulé, car elle a été frappée tout au long de la dynastie, soit pendant près de 300 ans. Cette pièce est émise pour la première fois par l'empereur Tang Gaozu, à l'automne de la 4e année de l'ère Wu, soit en août 621. Son diamètre officiel est de 8 fen et son poids de 2,4 zhu, soit 10 liang. 1 000 pièces pèsent 6 jin et 4 liang. Les inscriptions présentes sur les Kai Yuan Tong Bao ont été rédigées par le célèbre calligraphe Ouyang Xun dans un mélange très admiré des styles d'écriture Bafen et Li. C'est le premier à inclure la phrase Tong Bao sur une pièce, qui sera ensuite réutilisée sur de nombreuses autres pièces et par d'autres dynasties dans la période qui suit la chute des Tang. Pour différencier ces Tong Bao tardifs de ceux des Tang, il suffit de comparer la qualité et la finition des écritures ; celles des pièces originelles étant supérieure aux reproductions tardives. L'extraction du cuivre et la frappe monétaire sont centralisées et strictement contrôlées par l'État. La frappe privée est totalement interdite et ceux qui la pratiquent risquent la peine capitale. Pour la première fois, il existe des règlements fixant la composition de l'alliage à utiliser pour la monnaie : 83 % de cuivre, 15 % de plomb et 2 % d'étain. Avant la parution de ce règlement, la composition des alliages variait suivant la pièce et suivant le lieu de production. Il faut noter que ce règlement n'est pas suivi de manière stricte, car les analyses actuelles ont montré que ces pièces contiennent un peu moins de cuivre que les 83 % prescrits.
On trouve souvent une marque en forme de croissant sur le revers des Kai Yuan. La légende veut que l'impératrice Wende ait par inadvertance collé un de ses ongles dans un modèle en cire de la pièce quand il lui a été présenté pour la première fois, et que la marque résultante a été respectueusement conservée. Des variantes de cette légende proposent d'autres dames de la Cour Impériales comme étant à l'origine de ces marques d'ongle, en particulier la Consort Impériale Yang. Plus prosaïquement, cette marque semble être un système de contrôle utilisé par les travailleurs des ateliers de frappe monétaire.
Au début, des ateliers de frappe monétaire sont créés à Luoyang dans le Henan, et aussi à Pékin, Chengdu, Taiyuan dans le Shanxi, puis à Guilin dans le Guangxi. Des droits de frappe sont également accordés à certains princes et fonctionnaires. En 660, la détérioration du cours de la monnaie due à la contrefaçon devient un problème. Les règlements sont renouvelés en 718 et les contrefaçons sont supprimées. En 737, l'empereur nomme le premier commissaire ayant la responsabilité globale de la frappe monétaire. En 739, dix ateliers de frappe sont enregistrés, avec un total de 89 fours coulant quelque 327 millions de pièces par an. Une telle production nécessite l'utilisation d'énormes quantités de métal, car avec les techniques de l'époque, il faut 123 liang de métal pour produire une série de pièces pesant 100 liang. À la fin des années 740, l'État décide d'utiliser des artisans habiles pour la fabrication des pièces, plutôt que des paysans conscrits, afin d'améliorer la qualité de la production. Malgré ces mesures, la monnaie continue de se déprécier. En 808, un édit impérial interdit la thésaurisation des pièces, interdiction répétée en 817. Indépendamment du rang d'une personne, ces édits fixent un montant maximum de pièces qu'un particulier peut posséder, l’excédent devant être dépensé dans un délai de deux mois pour acheter des biens. Il s'agit d'une tentative de compenser le manque d'argent en circulation, car en 834, la production de pièces est tombée à 100 millions par an, principalement en raison de la pénurie de cuivre. Des contrefaçons utilisant des alliages à base de plomb et d'étain se répandent de plus en plus.
En 845, durant la période Huichang, l'empereur Tang Wuzong, un fervent adepte du taoïsme, fait paraitre un édit marquant le début de la grande persécution anti-bouddhiste. Les monastères bouddhistes sont détruits et les cloches de cuivre, les gongs, les brûleurs d'encens et les statues sont fondus pour récupérer le cuivre, qui doit servir à frapper des pièces de monnaie dans diverses localités. Ces monnaies locales sont émises sous le contrôle des gouverneurs provinciaux. Le Nouveau Livre des Tang affirme que Li Shen, le gouverneur de la province de Huainan, a demandé que l'on puisse frapper des pièces portant le nom de la préfecture dans laquelle elles ont été fabriquées. Cette demande fut acceptée. Ces pièces avec les noms des lieux de production sur les revers sont connues sous le nom de Huichang Kai Yuan; elles sont de mauvaise qualité et de taille réduite par rapport aux premiers Kai Yuan. Cette frappe dure peu de temps, car en 846 Wuzong meurt et son successeur, l'empereur Tang Xuanzong, annule les deux édits et ordonne que les nouvelles pièces soient refondues pour faire des statues bouddhistes.
Les découvertes archéologiques ont aidé les numismates à dater de manière plus précise les différents types de Kai Yuan.
Les autres types de pièces de la dynastie Tang sont :
- Qian Feng Quan Bao (chinois : 乾封泉寶) Ces pièces ont été émises par l'empereur Tang Gaozong (649-83) en 666. Pour essayer de surmonter une pénurie de cuivre, l'empereur fait émettre ces pièces Qian Feng dont la valeur est fixée à l'équivalent de dix Kai Yuan Tong Bao, bien que les deux pièces pèsent exactement le même poids, soit 2,4 zhu. Très vite, le marché est inondé par des fausses pièces et les Qian Feng sont retirées de la circulation au bout d'un an.
- Qian Yuan Zhong Bao (chinois : 乾元重寶) Ces pièces ont été émises par l'empereur Tang Suzong (756-62) pour payer les troupes luttant contre la révolte d'An Lushan. Les premières pièces émises en 758, sont l'équivalent de dix Kai Yuan Tong Bao et pèsent 1,6 Qian. La deuxième émission, à partir de 759, est composée de plus grandes pièces, qui sont l'équivalent de cinquante Kai Yuan Tong Bao . Ces pièces ont un double cerclage sur l'envers et sont connues sous le nom de pièces Zhong Lun, ce qui signifie "grande roue". Leur poids est le double des pièces de 10 émises en 758. Après des scènes qui préfigurent la période Xianfeng (1853), avec des centaines de personnes exécutées pour contrefaçon, ces Zhong Lun sont dévaluées à 30 Kai Yuan Tong Bao. En 762, les petites pièces émises en 758 sont dévaluées à 2 Kai Yuan Tong Bao, et les grandes de 763 à 3 Kai Yuan Tong Bao. L'empereur a aussi émis des "Petits" Qian Yuan, valant un Kai Yuan[1] .

### Frappes du Xinjiang
D'après la localisation des lieux de découverte, ces pièces ont dû être frappées par le gouvernement local de la région de Kuche du Xinjiang entre les années 760 et 780.
- Da Li yuan bao. (chinois : 大曆元寶)
- Da (chinois : 大) Une "copie" de moins bonne qualité que la précédente, avec juste le caractère Da sur l'avers.
- Yuan (chinois : 元) Une pièce identique à la précédente, mais avec le caractère Yuan sur l'avers.
- Jian Zhong tong bao (chinois : 建中通寶) Une pièce émise durant l'ère Jian Zhong, soit 780–83.
- Zhong (chinois : 中) Une "copie" de moins bonne qualité que la précédente, avec juste le caractère Zhong sur l'avers[1].

### Frappe des rebelles d'An Lushan
En 755, éclate la révolte d'An Lushan, qui débute dans le nord-ouest de la Chine, avant d'embraser tout l'empire. Les rebelles prennent Luoyang, la deuxième plus grande ville du pays, puis Chang'an, la capitale, ce qui oblige l’empereur à s’enfuir au Sichuan. Un des rebelles, Shi Siming, émet des pièces depuis Luoyang en 758. Shi est tué en 761 et la révolte est définitivement matée en 763 avec l’aide des Ouïghours.
- De Yi yuan bao (chinois : 得壹元寶) Ces pièces ont été émises en 758 et portent l'inscription De Yi, qui peut aussi se lire « ne dure qu'un an ». Cette inscription étant jugé inappropriée et de mauvais augure, elle est remplacée par Shun Tian, le nom de l’ère en cours, en 759[1].
- Shun Tian yuan bao (chinois : 順天元寶)Ces pièces ont été émises en 759 pour remplacer les De Yi[1]

## Cinq Dynasties et des Dix Royaumes

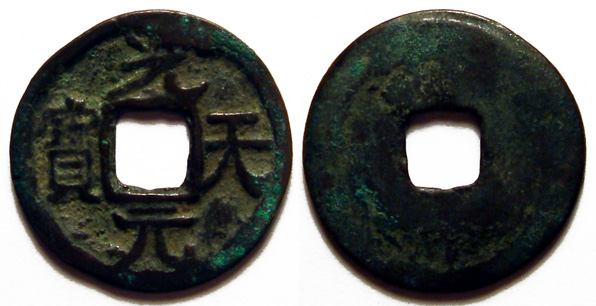
les deux faces d'une pièce de monnaie Guang Tian Yuan Bao du royaume des Shu antérieur

Après la chute des Tang en 907, commence la Période des Cinq Dynasties et des Dix Royaumes. Cette expression désigne les cinq dynasties qui règnent sur le nord de la Chine et les dix royaumes qui se partagent le sud du pays pendant cette période. (Ces deux chiffres sont ceux retenus par les histoires officielles rédigées sous la dynastie Song après la réunification de la Chine. En réalité, le nombre de régimes ayant dominé une partie de la Chine est bien plus important). La pénurie de cuivre dont les Tang ont été victimes continue, ce qui amoindrit d'autant la production de pièces de monnaie. En 955, un édit interdit la possession d’ustensiles de bronze :

« À partir de maintenant, à l’exception des objets de la Cour, des armes, des objets et miroirs officiels et des cymbales, cloches et carillons des temples et monastères, tous les autres objets en bronze sont interdits. Ceux qui en possèdent plus de 5 jin, peu importe la quantité exacte, seront exécutés. Ceux qui les ont encouragés seront exilés pendant deux ans, puis subiront un an de corvée. Les membres de leur entourage seront punis de 100 coups de canne. Les informateurs seront récompensés avec 30 liasses d'argent. »

Le sud bénéficie de conditions politiques et économiques un peu meilleures que le nord et d'une avance dans le domaine commercial. Une grande variété de pièces de monnaie ont été émises durant cette période, y compris des pièces en métal de grande taille et de taille normale.

### Cinq Dynasties

#### Liang postérieurs (907–923)
- Kai Ping tong bao (chinois : 開平通寶) Ces pièces ont été émises par l'empereur Taizu en 907 après qu'il eut renversé la dynastie Tang. Il émet également des pièces Kai Ping yuan bao la même année. Seuls quelques exemplaires de chacune de ces pièces nous sont parvenus et on en trouve un de chaque au China National Museum et au China History Museum. Certains historiens ont des doutes sur l'authenticité de ces pièces.

#### Tang postérieurs (923–936)
- Tian Cheng yuan bao (chinois : 天成元寶) Ces pièces ont été émises par l'empereur Mingzong durant l’ère Tiancheng (926–929).

#### Jin postérieurs (936–947)
- Tian Fu yuan bao (chinois : 天福元寶) Ces pièces ont été émises par l'empereur Gaozu durant l’ère Tianfu (938). En 939, la frappe privée est autorisée pendant quelques mois, ce qui provoque l'apparition de pièces à base d’alliages de piètre qualité.

#### Han postérieurs (948–951)
- Han Yuan tong bao (chinois : 漢元通寶) Ces pièces sont basées sur les Kai Yuan des Tang. En 947, durant le règne de l'empereur Gaozu, le Président du Département des Fêtes Impériales a demandé l'autorisation de mettre en place un atelier de frappe monétaire à Kaifeng, la capitale. Malgré cette demande, il n'y a aucune trace de frappe de Han Yuan à la capitale.

#### Zhou postérieurs (951–960)
- Zhou Yuan tong bao (chinois : 周元通寶) Ces pièces ont été émises par l'empereur Shizong à partir de 955. Tout comme les précédentes, ces pièces sont basées sur les Kai Yuan des Tang. Elles ont été fabriquées en utilisant du bronze récupéré en fondant les statues des temples bouddhistes. Lorsque ce geste fut reproché à l'Empereur, ce dernier prononça une remarque énigmatique en disant que Bouddha ne se souciait pas de ce sacrifice. On dit que l'empereur lui-même a supervisé le coulage du bronze dans les nombreux hauts-fourneaux construits à l'arrière du palais. Ces pièces sont souvent utilisées comme des amulettes parce qu'elles ont été fabriquées à partir de statues bouddhistes. La croyance populaire veut qu'elles soient particulièrement efficaces pour faciliter les naissances sans problèmes, d'où la multiplications des imitations par la suite[1].

### Dix Royaumes

#### Shu antérieur (907–925)
Émises par Wang Jian (907–918).
- Yong Ping yuan bao (chinois : 永平元寶)
- Tong Zheng yuan bao (chinois : 通正元寶)
- Tian Han yuan bao (chinois : 天漢元寶)
- Guang Tian yuan bao (chinois : 光天元寶)

Émises par Wang Zongyan, le fils de Wang Jian (919–925).
- Qian De yuan bao (chinois : 乾德元寶)
- Xian Kang yuan bao (chinois : 咸康元寶)

Les pièces émises par la famille Wang sont souvent de très mauvaise qualité. Wang Jian a commencé sa carrière en tant que voleur dans son village, puis il s'est enrôlé en tant que soldat et est monté en grade. En 891, il est nommé gouverneur militaire du Sichuan occidental par les Tang et en 907, il fonde le Shu antérieur, avec sa capitale à Chengdu, au Sichuan. Son royaume fut un refuge paisible pour les artistes et les poètes.

#### Min (909–45)
Émises par Wang Shenzhi :
- Kai Yuan tong bao (chinois : 開元通寶) Ces pièces ont un grand point sur la partie haute du verso. Elles sont en fer et datent de 922. Ces pièce ont aussi été fabriquées en bronze, mais ces modèles sont extrêmement rares.
- Kai Yuan tong bao (chinois : 開元通寶) Ces pièces ont le caractère Min (chinois : 閩) inscrit sur le revers. Elles proviennent de la région de Fujian et sont en plomb.
- Kai Yuan tong bao (chinois : 開元通寶) Ces pièces sont en plomb et ont le caractère Fu (chinois : 福) inscrit sur le revers, en référence à Fuzhou. En 916, Wang Shenzhi émet ces petites pièces Kai Yuan dans le Xian de Ninghua (qui fait partie du district de Dingzhou, dans la province du Fujian), ou des mines de plomb ont été découvertes. Les pièces en plomb circulent en même temps que les pièces en cuivre.

Émises par Wang Yanxi :
- Yong Long tong bao (chinois : 永隆通寶) Ces pièces en fer sont émises en 942, ont le caractère Min (chinois : 閩) inscrit sur le revers et viennent de la province du Fujian. Elles possèdent un motif en forme de croissant inversé. Une de ces grandes pièces Yong Long valait 10 petites pièces et 100 pièces de plomb.

Émises par Wang Yanzheng :
- Tian De tong bao (chinois : 天德通寶) Ces pièces en fer sont émises en 944 et chacune d'entre elles vaut 100 pièces ordinaires[1].

#### Chu (907–951)
Commandant Suprême Ma Yin :
- Tian Ce Fu Bao (chinois : 天策府寶) Ces pièces sont en fer. Au début de sa carrière, Ma Yin est un charpentier. Il intègre l'armée et monte en grade, jusqu'au moment où il est nommé Commandant Suprême de Tiance, dans le Hunan, par l’empereur Taizu des Liang postérieurs. Il fait frapper cette pièce en 911 pour commémorer l’événement. Ma Yin devint par la suite le roi Wumu de Chu.
- Qian Feng Quan Bao (chinois : 乾封泉寶) Ces pièces sont en fer. Selon les chroniques de l'époque, comme il y a beaucoup de mines de plomb et fer dans le Hunan, Gao Yu, un des ministres du Chu, conseille à Ma Yin d'émettre des pièces en plomb et en fer à Changsha. Ma Yin suit ce conseil et les pièces sont émises à partir de 925. L’une d'entre elles vaut dix pièces de cuivre et sa diffusion se limite à Changsha. Les marchands utilisent ces pièces pour leurs négoces, au plus grand profit de l’État. En 2000, un trésor contenant plus de 3 000 de ces pièces a été trouvé près de Changsha. Il existe aussi des exemplaires en bronze, qui sont extrêmement rares.
- Qian Yuan zhong bao (chinois : 乾元重寶) Ces pièces portent une inscription qui se trouve également sur les pièces des Tang. Ces petites pièces de plomb semblent avoir été émises par le Royaume de Chu. Il existe des monnaies de bronze similaires aux Qian Yuan zhong bao, qui sont parfois attribuées à Ma Yin, mais elles pourraient être des objets funéraires[1].

#### Shu postérieurs (926–965)
- Da Shu tong bao (chinois : 大蜀通寶 ; litt. « Piéces du Grand Shu ») Ces pièces sont attribuées à Meng Zhixiang qui les aurait émises à Chengdu lorsqu’il devint empereur Gaozu du Shu, en 934. Il meurt trois mois plus tard. Bien qu'elle soit rare, certains disent que cette pièce a continué à être frappée par son fils, Meng Chang, jusqu’en 937.
- Guang Zheng tong bao (chinois : 廣政通寶) Ces pièces sont en fer et en bronze. Celles en bronze sont émises par Meng Chang au début de son règne, en 938. Les pièces en fer sont émises à partir de 956 pour financer des dépenses militaires supplémentaires. Les deux types de pièces circulent jusqu'en[1].

#### Tang du Sud (937–975)
Émises par l'empereur Nantang Zhongzhu (943–61):
- Bao Da yuan bao (chinois : 保大元寶) Ces pièces en fer sont émises entre 943 et 957 et elles ont le caractère tian inscrit sur leur verso. Il existe des exemplaires en bronze de cette pièce, mais ils sont rarissimes.
- Yong Tong Quan Huo (chinois : 永通泉貨) Ces pièces sont émises après 959. À cette époque, l'empereur Nantang manque de fonds pour financer son armée. Pour trouver plus d'argent, son ministre Zhong Mo lui demande la permission de faire émettre de grande pièces carrées valant dix Bao Da yuan bao chacune. Une fois sa demande approuvée, il commence à émettre des pièces. Elles sont retirées de la circulation en 964, lorsque Zhong Mo mécontente l’empereur Li Yu et tombe en disgrâce.
- Tang Guo tong bao (chinois : 唐國通寶) Les caractères présents sur ces pièces sont en styles d'écritures li et ordinaire. Elles datent de 959.
- Da Tang tong bao (chinois : 大唐通寶) Les caractères présents sur ces pièces sont en style d'écriture li et elles datent de 959.

Émises par l'empereur Li Yu (961–978):
- Kai Yuan tong bao (chinois : 開元通寶) Les caractères présents sur ces pièces sont en style d'écriture li et elles datent de 961. On les distingue des Kai Yuan de la dynastie Tang par leur cerclage plus large et l'usage de caractères au relief moins marqué. Durant la deuxième année de l'ére Qiande (961), Li Yu monte sur le trône, alors que les ressources du pays sont épuisées. Tout comme Zhong Mo avant lui, le ministre Han Xizai propose d'émettre une nouvelle monnaie pour remplir les caisses de l'État. Il s’agit de pièces basées sur les Kai Yuan des Tang, mais avec des caractères écrits par le lettré Xu Xuan. Cette pièce est légèrement plus grande que les anciens Kai Yuan. D'après les chroniques de l'époque, cette pièce est appréciée autant par le gouvernement que par le peuple.
- Da Qi tong bao (chinois : 大齊通寶 ; litt. « Piéce des Grands Qi ») Ces pièces auraient été émises en 937 par le Prince de Qi, ou par le fondateur des Tang du Sud avec le nom d’origine du Royaume des Tang. Seulement deux exemplaires de cette pièce ont été trouvés et ceux-ci ont maintenant disparu[1].

#### Han du Sud (905–971)
- Kai Ping yuan bao (chinois : 開平元寶) Ces pièces en plomb sont attribuées à Liu Yin, le fondateur du Royaume des Han du Sud. À priori, ce dernier aurait émis ces pièces pour commémorer ce titre venant de la période de la dynastie Liang (907 – 10). On trouve ces pièces dans le Guangdong.

Empereur Lie Zu (917–942):
- Qian Heng tong bao (chinois : 乾亨通寶)
- Qian Heng zhong bao (chinois : 乾亨重寶) Ces pièces en sont en bronze et en plomb. En 917, Liu Yan se proclame empereur. Il baptise d'abord sa dynastie "Grand Yue", puis "Han" et installe capitale à Canton, qu’il rebaptise Xingwangfu[1].

#### Monnaies en plomb brut
On les retrouve dans la zone des royaumes du Chu/Han du Sud (900–971):
- Kai Yuan tong bao (chinois : 開元通寶) Ces pièces sont basées sur les Kai Yuan des Tang. Elles ont un style graphique propre à leur région de production, avec un grand nombre d'inscriptions sur leur revers, a priori des numéros de série.

Il existe une très grande variété de ces pièces ; certaines ayant les marques en forme de croissant des vrais Kai Yuan sur leur verso. Le caractère Kai ressemble parfois à Yong (chinois : 永). Les caractères et les inscriptions diverses sont souvent inversés car les ouvriers incompétents embauchés pour frapper les pièces ne maîtrisaient pas l’art de la gravure en négatif pour faire les moules. Certaines pièces sont même recouvertes de caractères vides de sens.
- Wu Wu, Wu Wu Wu, Wu Wu Wu Wu, Wu Zhu et Kai Yuan Wu Wu Ces pièces sont typiques des inscriptions hybrides formées par des combinaisons inappropriées de caractères. Elles ont aussi des numéros de série sur le revers.

En 924, les fonctionnaires locaux signalent à l'empereur que dans les magasins et les marchés, le contrôle de soie et de l’argent a provoqué la circulation de petites pièces en plomb que l'on trouve facilement en grande quantité. Ces pièces viennent toutes de la rive sud du Yangtse, d'où les marchands les importent illégalement. En 929, les autorités du Chu fixent la valeur d’une pièce de plomb au 1/100e de celle d'une pièce de bronze. En 962, il est décrété que les pièces en plomb doivent circuler dans les villes et des pièces de cuivre en dehors de celles-ci. Tout contrevenant à cette loi risque la peine de mort.
Presque toutes les trésors de pièces de monnaie de cette période découverts dans les villes sont des pièces en plomb comme le Trésor de Guangfu Road, à Canton, composé de 2 000 pièces. Il est clair que la plupart de ces pièces ont été fabriquées officieusement et illégalement par les marchands ou les particuliers.
Récemment, de nombreuses pièces en plomb nouvellement découvertes et prétendument de cette époque sont apparues sur le marché.

#### Région autonome de You Zhou (900–914)
À partir de 822, la région de You Zhou, ce qui correspond actuellement au Hebei, bénéficie d'une indépendance virtuelle par rapport au reste de l’empire. À la fin du IXe siècle, le Commandant régional et souverain de fait du You Zhou est Liu Rengong, auquel succède son fils Liu Shouguang en 911. Selon les chroniques de l'époque, Liu Rengong a fait frapper des pièces de fer. Les pièces ci-dessous ont été trouvées ensemble dans différents trésors du nord de la Chine et les avis sont partagés quant à leurs origines. Bien que Yong An soit un titre de la période de la dynastie Xia, ces pièces semblent être le résultat d'une frappe non réglementée, ce qui semble plus correspondre au régime de la famille Liu.
- Yong An Yi Shi (chinois : 永安一十) Ces pièces existent en bronze ou en fer
- Yong An Yi Bai (chinois : 永安一百) Ces pièces existent en bronze ou en fer
- Yong An Wu Bai (chinois : 永安五百) Ces pièces existent en bronze ou en fer
- Yong An Yi Qian (chinois : 永安一千) Ces pièces existent en bronze ou en fer
- Wu Zhu (chinois : 五銖) Ces pièces sont en fer
- Huo Bu (chinois : 貨布) Ces pièces portent sur le revers l'inscription San Bai (chinois : 三百 ; litt. « Trois cents »).
- Shun Tian yuan bao. (chinois : 順天元寶) Ces pièces sont en fer.

Ces pièces mal faites sont des imitations des pièces de monnaie des régimes précédents et sont attribuées aux dirigeants du You Zhou.

## Dynastie Song, période des Song du Nord

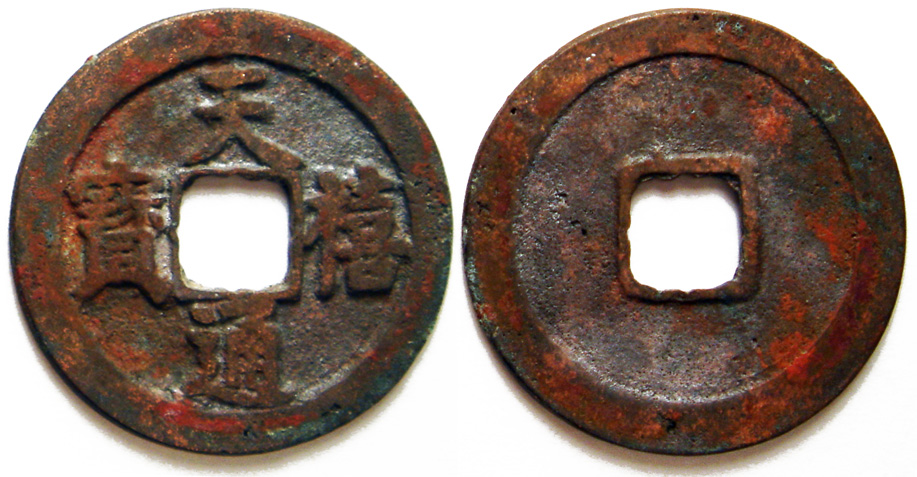
Les deux faces d'une pièce de monnaie Tian Xi Tong Bao

En 960, Zhao Kuangyin, plus tard connu sous le nom d'empereur Song Taizu (r. 960-976), usurpe le trône des Zhou postérieurs, avec le soutien des commandants militaires et établit la dynastie Song. Une fois arrivé au pouvoir, il permet à la famille régnante des Zhou de se retirer paisiblement. Les pièces de monnaie sont la base principale du système monétaire Song et les objets utilisés pour le troc durant la période précédente, comme le tissu, redeviennent de simples marchandises. Grâce à l'exploitation de nouvelles mines de cuivre, qui met fin aux problèmes de pénurie endurés par les Tang, la frappe monétaire reprend à grande échelle. Durant l'ère Yuanfeng (1078-85), les 17 ateliers de frappe existants produisent en tout plus de 6 milliards de pièces par an. La plupart des ateliers produisent 200 000 000 de pièces par an ; le plus grand étant celui de Shao Zhou, qui est situé au Guangdong, à proximité d'une grande mine de cuivre et qui produit 800 000 000 de pièces par an. En 1019, l'alliage des pièces de monnaie est fixé réglementairement à 64 % de cuivre, 27 % de plomb et 9 % d'étain. On peut noter que la teneur en cuivre des pièces a diminué de près de 20 % par rapport aux Kai Yuan de la dynastie Tang.
Avec une telle quantité de monnaies officielles disponibles, la frappe privée ne représente généralement plus un problème important. Au contraire, les pièces des Song sortent de Chine et sont utilisées dans une grande partie de l'Asie, en particulier en Corée, au Japon, au Đại Việt et en Indonésie, où l'on retrouve souvent les monnaies chinoises de cette période.
Les Song produisent une grande variété de types de pièces de monnaie différentes, dont les inscriptions changent presque à chaque fois que l'empereur décrète une nouvelle ère. Les styles d'écriture sceau, li, ordinaire et herbe ont tous été utilisés à différents moments. Beaucoup d'inscriptions sont rédigées par l'empereur au pouvoir, ce qui donne certains des exemples de calligraphie sur pièces les plus admirés et analysés. En outre, les inscriptions peuvent utiliser les caractères yuan bao (chinois : 元寶) ou tong bao (chinois : 通寶), ce qui augmente le nombre de variations possibles. Des grandes monnaies sur lesquelles figurent les caractères zhong bao (chinois : 重寶) ont également été émises, avec une grande variété de tailles et de dénominations. Elles sont généralement dévaluées peu de temps après leur émission.
Une des caractéristiques des monnaies des Song sont les ensembles de dui qian (chinois : 對錢 ; litt. « Monnaies associées »). Ce terme désigne l'utilisation simultanée de deux ou trois styles calligraphiques différents sur des pièces de la même ère, qui, en dehors de ces variations de style, sont totalement identiques en termes de taille de trou, largeur de cerclage, épaisseur, alliage, taille et position des caractères. Les historiens supposent que ces variations sont dues aux modes de fabrication des différents ateliers de frappe, mais aucune preuve solide n'étaie pour l'instant cette thèse, pas plus que des listages permettant de relier tel type de calligraphie à tel atelier.
Dès le début de la dynastie, des pièces en fer sont largement utilisées dans le Sichuan et le Shaanxi actuels où le cuivre est rare. Entre 976 et 984, un total de 100 000 000 de pièces de fer ont également été produites au Fujian. Le change entre ces pièces et celles en bronze est problématique. Ainsi, en 993, pour payer la taxe foncière, une pièce de fer vaut une pièce de bronze, pour le salaire des commis et des soldats, une pièce de bronze vaut cinq pièces de fer, mais dans le commerce, une pièce de bronze vaut dix pièces de fer. En 1005, quatre ateliers de frappe situés au Sichuan produisaient plus de 500 000 000 de pièces de fer par an. Cette production diminue et n'est plus que de 210 000 000 pièces au début de l'ère Qingli (1041). C'est à ce moment-là que ces ateliers reçoivent l'ordre de frapper 3 000 000 000 de pièces en fer pour faire face aux dépenses militaires dues au conflit avec la dynastie Liao au Shaanxi. Cette reprise de la frappe des pièces en fer est provisoire, car dès 1056 la production n'est plus que de 100 000 000 de pièces par an et, finalement, la frappe est interrompue en 1059 pour 10 ans à Jiazhou et à Qiongzhou. Seul reste alors ouvert l'atelier de Xingzhou, qui ne produit que 30 000 000 pièces par an. La frappe de ces pièces se redéveloppe pendant l'ère Xining (à partir de 1068), au point que durant l'ère Yuanfeng (à partir de 1078), les archives impériales indiquent qu'il existe 9 ateliers de frappe de pièces en fer, trois au Sichuan et six au Shaanxi, qui produisent en tout plus de 1 000 000 000 de pièces par an. Par la suite, la production diminue progressivement.

### Empereur Song Taizu (960–76)
- Song Yuan tong bao. (chinois : 宋元通寶). Les caractères présents sur ces pièces sont en style d'écriture li. Les inscriptions sont basées sur celles présentes sur les pièces Kai Yuan. Elle a un poids nominal de 1 qian et plusieurs points et croissants se trouvent sur son verso. Elle est émise pour la première fois en 960 et reste en circulation jusqu'à la fin du règne de Taizu. La frappe de pièces en fer commence à Baizhangxian, au Sichuan, à partir de 970. À cette date, un atelier de dix fours produit 9 000 000 pièces par an[1].

### Empereur Song Taizong (976–97)
- Tai Ping tong bao (chinois : 太平通寶) (976–989). Les caractères présents sur ces pièces sont en style d'écriture li. Comme pour la précédente, plusieurs points et croissants se trouvent sur son verso. Il existe aussi des Tai Ping en fer, toujours frappées au Sichuan. Une Tai Ping en bronze vaut dix Tai Ping en fer. À partir de 983, des grandes Tai Ping en fer, avec un grand point au verso, sont frappées à Jianzhou, au Fujian, avec une valeur nominale de trois Tai Ping de bronze. Aucune pièce de monnaie spécifique n'a été émise pour les ères Yong Xi et Duan Gong (984-89).
- Chun Hua yuan bao (chinois : 淳化元寶) (990-94). Les caractères présents sur ces pièces sont en styles d'écritures régulier, courant et herbe. En plus des pièces en bronze, il existe aussi des petites et des grandes pièces en fer, avec une valeur nominale de 10 pièces de bronze. Ce taux de change ne tient pas et ces pièces en fer se dévaluent rapidement, au point qu'en 991, un rouleau de soie coûte 20 000 pièces de fer. Les responsables de la frappe monétaire réagissent en demandant l'autorisation de modifier les caractères présents sur les pièces de dix en utilisant le style d'écriture impérial. Le résultat est mitigé, car en un an, seulement 3 000 0000 de ces nouvelles pièces sont émises. Ces pièces sont jugées non convenables et la frappe est arrêtée.
- Zhi Dao yuan bao (chinois : 至道元寶) (995-97). Les caractères présents sur ces pièces sont en styles d'écritures régulier, courant et herbe. Au cours de ce règne, il y a eu une augmentation du nombre d'ateliers de frappe en activité. Les inscriptions ont été écrites par l'empereur Taizong lui-même, qui était un érudit et un calligraphe remarquable. Le poids de 2 400 petites pièces est fixé à 15 jin, ce qui revient à dire que chaque pièce pèse 1 qian[1].

### Empereur Song Zhenzong (998–1022)
- Xian Ping yuan bao (chinois : 咸平元寶) (998–1003). Les caractères présents sur ces pièces sont en style d'écriture régulier. Ces pièces ont été frappées en bronze et en fer.
- Jing De yuan bao (chinois : 景德元寶) (1004–07). Les caractères présents sur ces pièces sont en style d'écriture régulier. Elles ont été frappées en bronze ou en fer. Les petites pièces en fer ont une valeur nominale de deux pièces de bronze et les grandes de dix pièces de bronze. Les grandes pièces en fer sont frappées à Jiazhou et Qiongzhou au Sichuan, en 1005. Elles pèsent 4 qian chacune.
- Xiang Fu yuan bao (chinois : 祥符元寶) (1008–16). Les caractères présents sur ces pièces sont en style d'écriture régulier. Elles ont été frappées en bronze ou en fer et sont de taille moyenne ou grande. Les grandes pièces en fer sont frappées à Yizhou, au Sichuan, de 1014 à 1016. Leur valeur nominale est de 10 pièces de bronze et leur poids est de 3,2 qian.
- Xiang Fu tong bao (chinois : 祥符通寶) (1008–16). Les caractères présents sur ces pièces sont en style d'écriture régulier.
- Tian Xi tong bao (chinois : 天禧通寶) (1017–22). Les caractères présents sur ces pièces sont en style d'écriture régulier. Elles ont été frappées en bronze ou en fer. À cette époque, il y a des ateliers de frappe produisant des pièces de bronze à Yongping dans le Jiangxi, Yongfeng à Anhui, Kuangning au Fujian, Fengguo au Shanxi et dans la capitale. Il y a aussi trois ateliers de frappe produisant des pièces en fer au Sichuan. Aucune pièce de monnaie spécifique n'a été émise pour l'ère Qian Xing, qui n'a duré qu'un an, 1022[1].

### Empereur Song Renzong (1022–63)
- Tian Sheng yuan bao (chinois : 天聖元寶) (1023–31). Les caractères présents sur ces pièces sont en style d'écriture sceau, régulier et li[1].
- Ming Dao yuan bao (chinois : 明道元寶) (1032–33). Les caractères présents sur ces pièces sont en style d'écriture sceau et régulier. Ces pièces ont été frappées en bronze et en fer[1].
- Jing You yuan bao (chinois : 景祐元寶) (1034–38). Les caractères présents sur ces pièces sont en styles d'écritures sceau et régulier Ces pièces ont été frappées en petite et grande taille[1].
- Huang Song tong bao (chinois : 皇宋通寶) (1039–54) Les caractères présents sur ces pièces sont en styles d'écritures sceau et régulier, avec un grand nombre de variantes. Elles sont en fer et existent en deux tailles, chaque taille pouvant avoir des inscriptions avec des petits ou des grands caractères. Les pièces en fer avec des petits caractères sont rattachées à des ateliers de frappe situés au Shaanxi et au Shanxi, ainsi qu'à l'ère Qing Li (à partir de 1044). Celles avec des grands caractères sont associées aux ateliers de frappe du Sichuan. D'après les chroniques de l'époque, elles ont été frappées durant la seconde ère Baoyuan, en 1039. Cependant, ces pièces sont assez répandues et il n'y a eu aucune frappe de petites pièces en bronze durant les deux ères suivantes, ce qui laisse à penser que les Huang Song ont été émises plus d'un an[1].
- Kang Ding yuan bao (chinois : 康定元寶) (1040). Les caractères présents sur ces pièces sont en style d'écriture li. Elles sont en fer et existent en taille moyenne et grande[1].
- Qing Li zhong bao (chinois : 慶歷重寶) (1041–48). Les caractères présents sur ces pièces sont en style d'écriture régulier. Il existe deux types de pièces Qing Li : grandes pièces de bronze et grandes pièces de fer. Les grandes pièces en bronze ont une valeur nominale de dix petites pièces et sont frappées a Jiangnan pour financer la guerre contre les Xia occidentaux. Les pièces en fer, elles, sont frappées au Shanxi et dans diverses autres provinces. La mise en circulation de ces grandes pièces provoque une inflation importante, au détriment des intérêts publics et privés En 1048, les grandes pièces en fer sont dévaluées et ne valent plus que 3 petites pièces de fer[1].
- Zhi He yuan bao (chinois : 至和元寶) (1054–55). Les caractères présents sur ces pièces sont en styles d'écritures sceau, régulier et li[1].
- Zhi He tong bao (chinois : 至和通寶) (1054–55). Les caractères présents sur ces pièces sont en styles d'écritures sceau, régulier et li[1].
- Jia You yuan bao (chinois : 嘉祐元寶) (1056–63). Les caractères présents sur ces pièces sont en styles d'écritures sceau, régulier et li[1].